# 아르누보

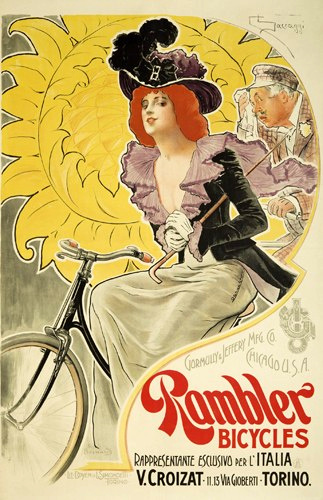
Tortona의 화가 Cesare Saccaggi의 아르누보 광고 포스터.

아르누보(프랑스어: Art nouveau, /ˌɑːr(t) nuːˈvoʊ/, 프랑스어: [aʁ nuvo] ( 듣기))는 19세기 말에서 20세기 초에 성행했던 유럽의 예술 사조로서 프랑스어로 "새로운 미술"을 뜻한다. 독일어권에서는 잡지 '유겐트'의 이름을 따서 유겐트 양식(유겐트슈틸)이라고도 불린다. 아르누보 양식이 최고조를 이룬 시기는 19세기 말부터 20세기 초반(1890~1905)이다. 아르누보는 19세기 아카데미 예술의 반작용으로 자연물, 특히 꽃이나 식물 덩굴에서 영감을 받은 장식적인 곡선을 많이 사용하는 특징이 있다.
아르누보는 순수 예술(특히 회화와 조각)과 응용 예술 사이의 전통적인 구분을 무너뜨리는 것을 목표로 시작된 운동이다. 미적으로 다양하고 국제적일 뿐만 아니라 인테리어 디자인, 그래픽 아트, 가구, 유리 예술, 직물, 도자기, 보석 및 금속 공예 등 예술분야 전반에서 널리 유행하였다. 또한 프랑스 건축가 외젠 비올레르뒤크와 영국 미술 평론가 존 러스킨과 같은 19세기의 중요한 예술 이론가들에게 영향을 주었다. 영국 아르누보는 윌리엄 모리스와 미술공예운동의 영향을 받았다.
최초의 아르누보 주택과 실내 장식은 1890년대 브뤼셀에서 지어진 폴 앙카르(Paul Hankar) , 앙리 반 데 벨데의 건축물, 특히 1893년에 완공된 빅토르 오르타의 작품이나 Hôtel Tassel의 건축 및 인테리어 디자인에서 주요하게 나타났다. 빅토르 오르타의 영향을 받은 프랑스 건축가 엑토르 기마르는 새로운 파리 메트로 입구를 아르누보 양식으로 지었다. 알폰스 무하의 포스터와 르네 랄리크(René Lalique)와 에밀 갈리에(Émile Gallé)의 유리제품 등 그래픽 아트에도 등장했다. 아르누보 양식은 루이 티파니(Louis Tiffany)와 같은 예술가들의 작품을 소개한 1900년 파리 만국 박람회에서 절정에 달했다.
벨기에와 프랑스에서 시작된 아르누보는 유럽 전역으로 퍼져 나가 국가마다 조금씩 다른 특성을 지니며 다른 이름으로 불리게 되었다. 또한 수도뿐만 아니라 급성장하는 도시(이탈리아의 토리노와 팔레르모, 스코틀랜드의 글래스고, 독일의 뮌헨과 다름슈타트)와 독립 운동의 중심지(핀란드 헬싱키)등에서도 나타났다.

## 명칭
Art Nouveau라는 용어는 1880년대 벨기에에서 발행된 잡지 L'Art Moderne에서 예술을 통한 개혁을 추구하는 20명의 화가와 조각가들의 작품을 설명하기 위해 처음 사용되었다. 이 이름은 프랑스-독일 미술상인 지그프리드 빙(Siegfried Bing)이 1895년 파리에서 개장한 자신의 미술상점 이름을 메종 드 아르 누보(House of the New Art)라고 붙이면서 널리 알려지게 되었다.
영국에서는 아르누보라는 프랑스어 단어가 일반적으로 사용되었지만 프랑스에서는 종종 모던 스타일(영어: modern style / 영국 용어 Modern Style 과 유사) 또는 1900년 양식(영어: style 1900)이라는 용어로 불렸다. 가끔씩 소설가 쥘 베른의 이름을 따서 쥘 베른 양식(Style Jules Verne)이라고 불리기도 했으며, 아트 벨 에포크 또는 아트 핀 드 시에클(Art Fin de siécle)로도 불렸다.
독일에서는 유겐트슈틸(Jugendstil)로 불렸는데 이는 1896년 게오르크 히르트가 창간한 잡지 '유겐트'(Jugend: Münchner illustrierte Wochenschrift für Kunst und Leben, 젊음: 뮌헨의 아트와 라이프스타일을 다룬 주간 잡지)에서 유래한 것이다. 유겐트는 독일에서 아르 누보 스타일을 널리 알리고 촉진했던 주 요소였다. 비록 20세기 초에 유겐트슈틸이라는 명칭은 식물 스타일의 타이포그래피나 유겐트 잡지로부터 영향을 받은 듯한 그래픽 아트에만 적용되었지만, 결국 일반적인 독일어 용어로 정착됐으며 독일어권 국가는 물론 네덜란드, 중앙 유럽, 동유럽, 발트해 지역, 북유럽에서 통용되는 보편적인 명칭이 되었다. 아르누보의 범유럽적 성격은 그 다양한 명칭에서도 확인할 수 있다.
- 벨기에 : 아르누보를 좋게 보지 않던 일각에서 유선형 디자인을 비꼬기 위한 의도로 채찍양식(Whiplash style), 장어양식(Eel style), 국수양식 (Noodle style)으로 불리기도 했다.[6]
- 영국 : 아르누보 외에도 모던 스타일 또는 글래스고 학교의 작품 때문에 글래스고 스타일("Glasgow style")로 알려져 있었다. 모던이라는 용어는 아제르바이잔, 카자흐스탄, 러시아와 우크라이나, 리투아니아의 모데나스에서도 사용된다.
- 독일과 스칸디나비아 : 아르누보는 인기 있는 독일 예술 잡지[6] 인 웰렌스틸("Wave style")과 릴렌스틸("Lily style")[5]의 이름을 따서 레폼스틸("Reform style") 또는 쥬겐스틸("Youth style")로 불렸다. 현재 핀란드, 스웨덴, 노르웨이에서는 Jugend, 에스토니아에서는 Juugend, 라트비아에서는 Jugendstils로 불린다.
- 덴마크 : 스코엔비르케(Skönvirke →미의 작품)로 알려져 있다.
- 오스트리아 : 오스트리아와 그 주변 국가들에서는 비엔나 분리주의 예술가들의 이름을 따, 비엔나 분리주의(Hungarian: szecesszió, Czech: secese, Slovak: secesia, Polish: secesja) 또는 분리주의 양식("Secession style")로 불린다.
- 이탈리아 : 섬유 디자인으로 인기를 끌었던 런던 리버티 앤 컴퍼니("London's Liberty & Co")의 설립자 아서 라센비("Arthur Lasenby Liberty")의 이름을 따서 종종 리버티 스타일("Liberty style")로 불렸다. 간혹 스틸레 플로레알레 (Stile floreale, 꽃의 양식)이나 아르테 누오바 (Arte nuova, 신양식)으로  불리기도 했다.[6]
- 미국 : 루이스 컴포트 티파니("Louis Comfort Tiffany")의 영향을 받아 티파니 스타일("Tiffany style")로 불리기도 했다.[7][5]
- 네덜란드 : 'Nieuwe Kunst'("New Art") 또는 'Nieuwe Stijl'("New style")로 불린다.[7][5]
- 포르투갈 : Arte nova로 불린다.
- 스페인 : Modernismo, Modernisme (in Catalan), Arte joven ("Young Art")로 불린다.
- 스위스 : Style Sapin ("Fir tree style")로 불린다.[5]
- 핀란드 : Kalevala Style로 불린다.
- 러시아 : Модерн ("Modern"), 회화의 경우는 Мир Искусства (Mir Iskusstva, "World of Art")으로 불린다.
- 일본 : '시로우마'라고 불렸다.[8]
- 루마니아 : Arta Nouă ("New Art") 또는 Noul Stil ("New Style")로 불린다.[9]

## 역사

### 기원

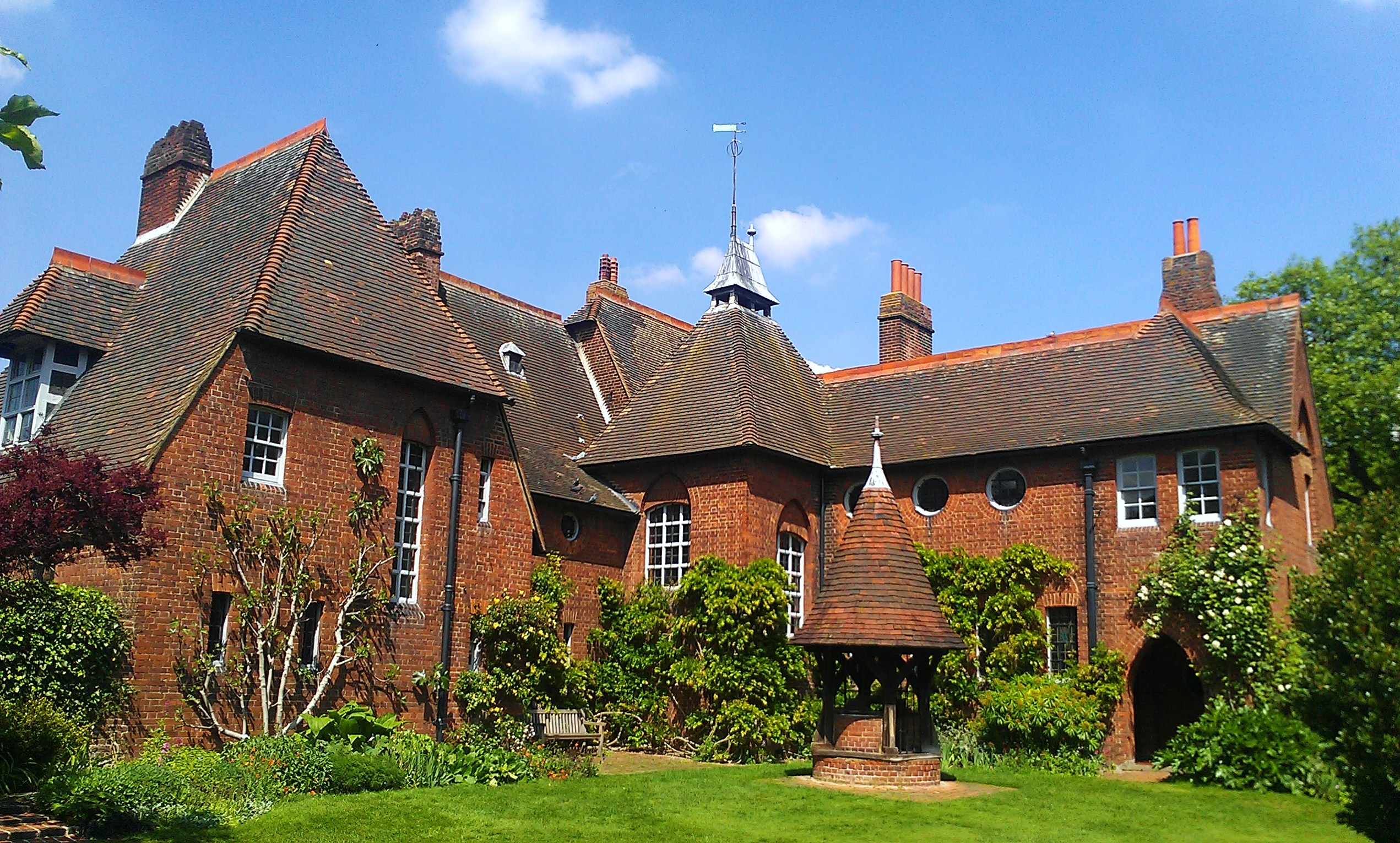
윌리엄 모리스와 필립 웹의 레드 하우스 (1859년)
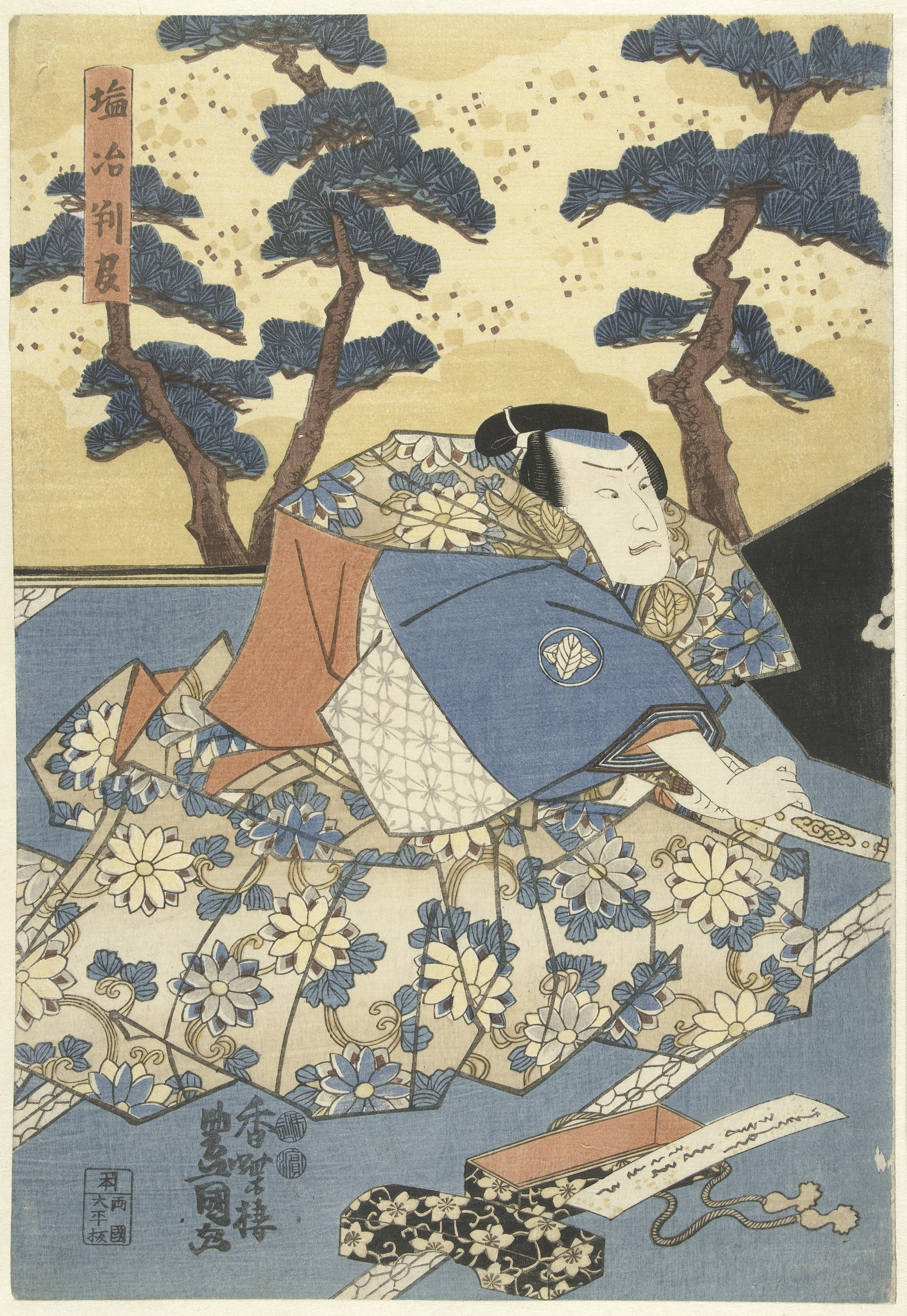
우타가와 쿠니사다의 목판화 (1850년대)
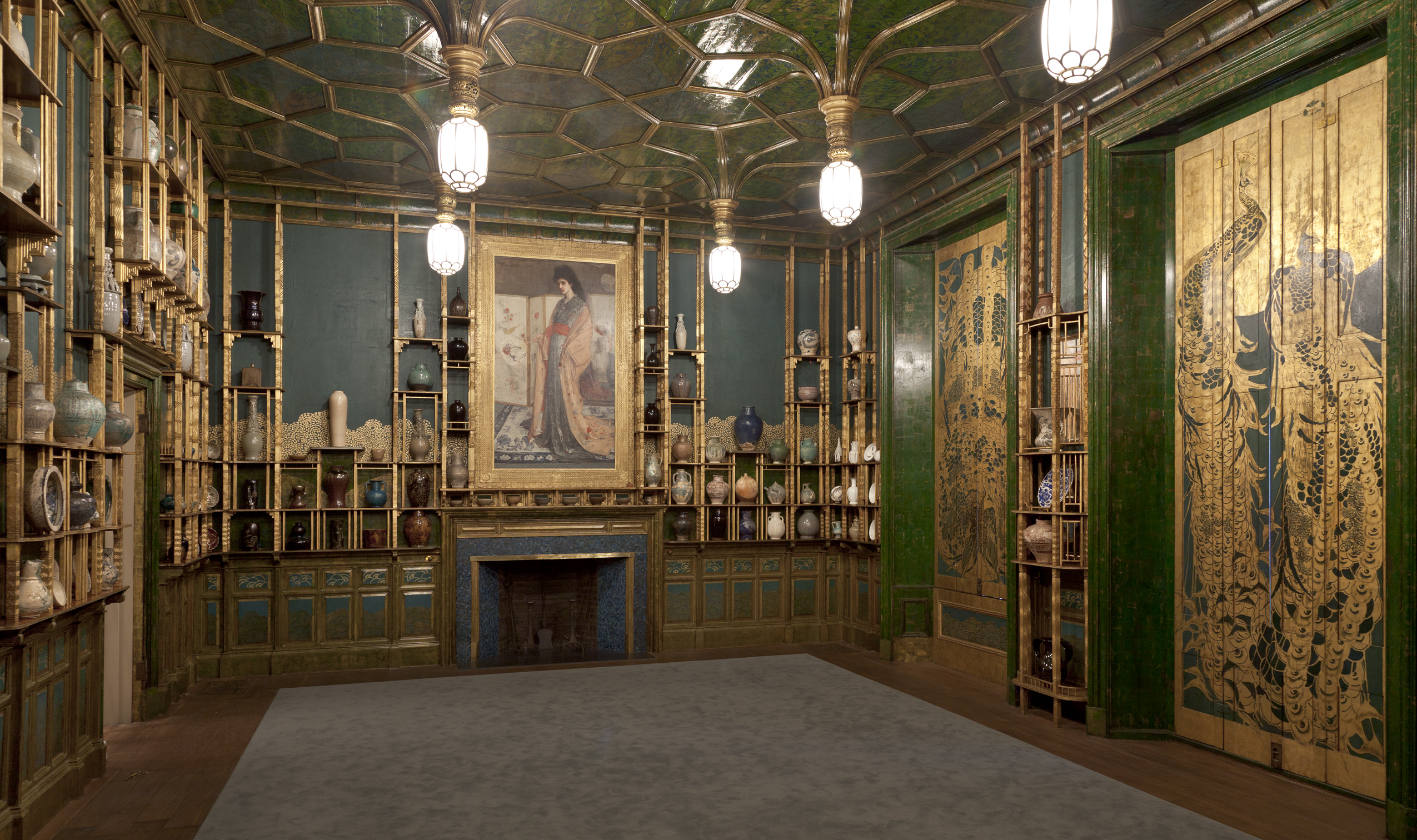
피콕 룸 (제임스 애벗 맥닐 휘슬러, 1876년~1877년)
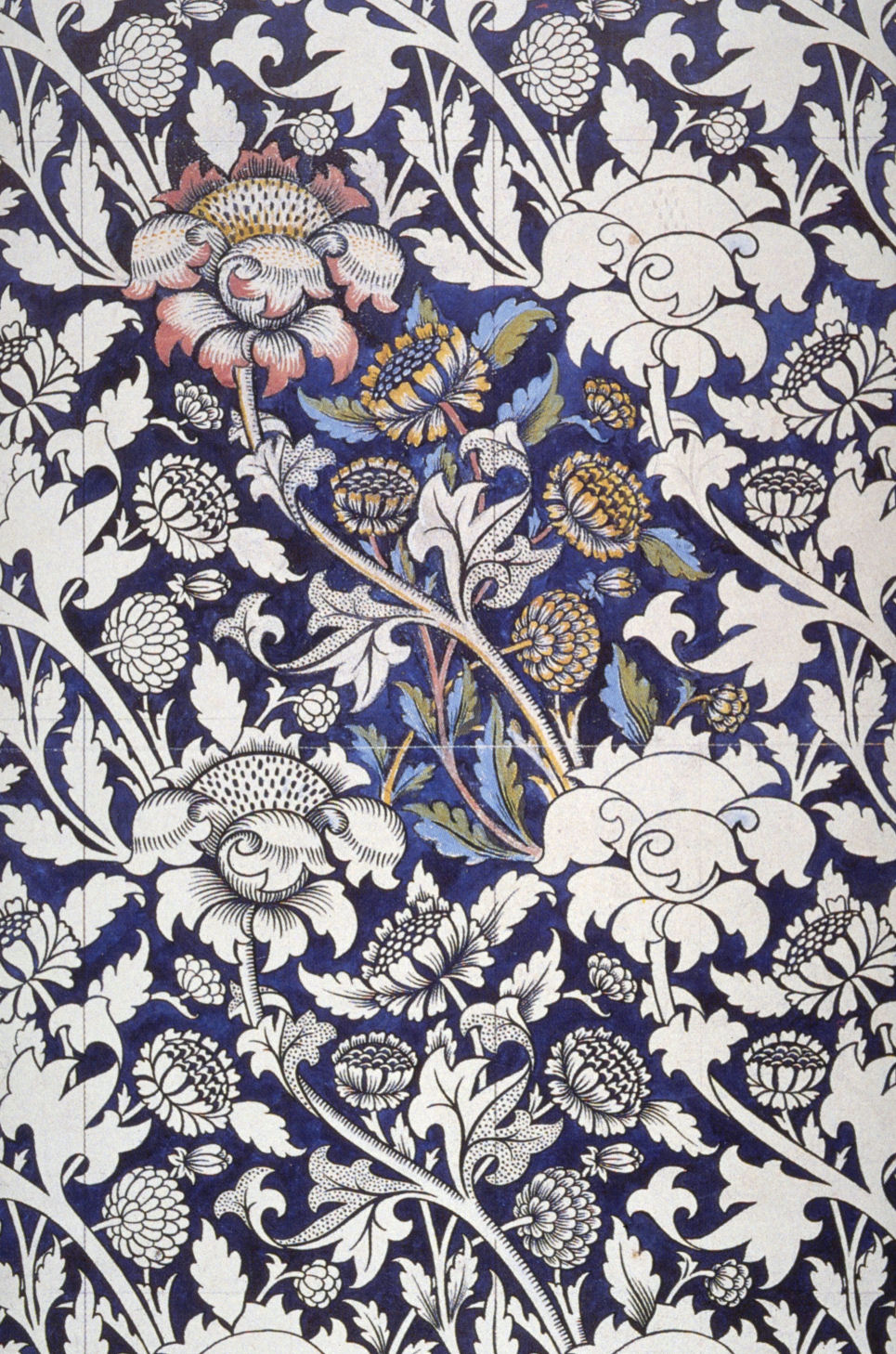
윌리엄 모리스의 텍스타일 디자인(1883년)
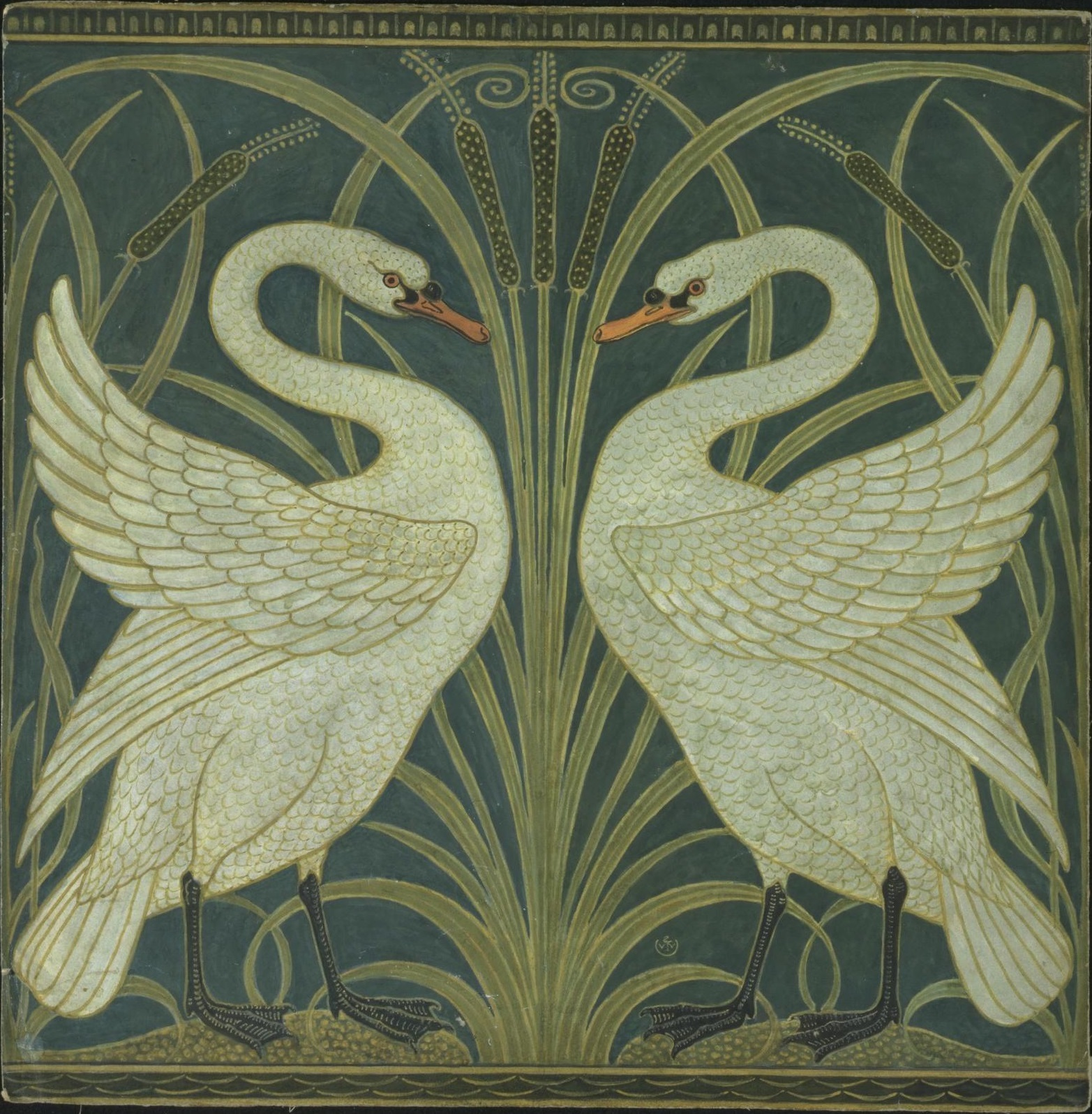
월터 크레인의 백조, 러시, 아이리스 벽지 디자인 (1883년)
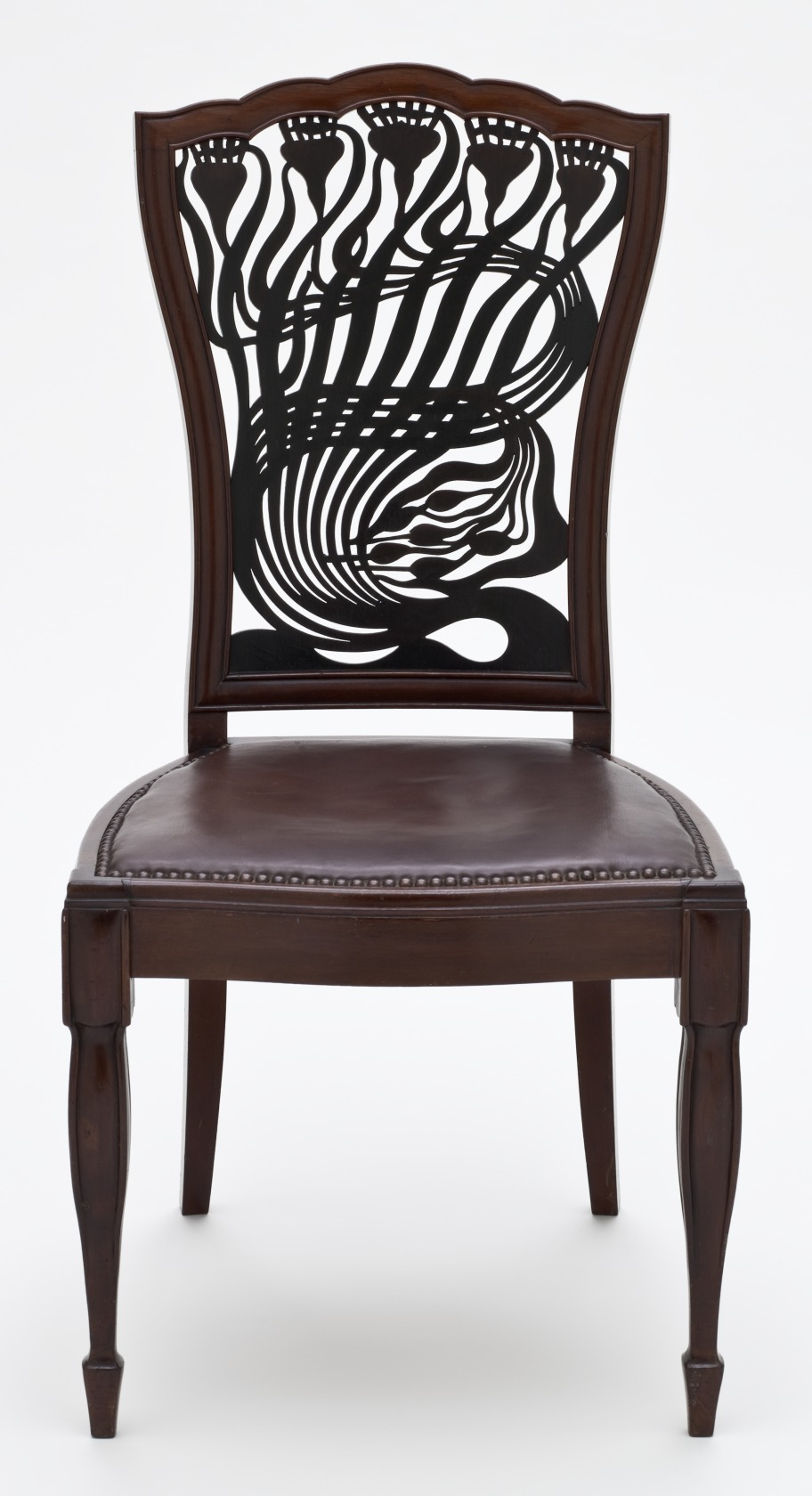
아서 맥머도의 의자 (1882년-1883년)

아르누보는 윌리엄 모리스의 꽃무늬 디자인, 그리고 모리스의 제자들에 의해 설립된 아트 앤 크래프트 운동에 뿌리를 두고 있다. 모리스의 인테리어 디디자인과 필립 웹(1859년)의 레드 하우스(Red House), 제임스 애벗 맥닐 휘슬러의 피콕 룸 등이 아르누보의 선구자격에 해당되는 작품이다. 아트 앤 크래프트 운동은 또한 단테 가브리엘 로세티와 에드워드 번 존스를 비롯한 라파엘 전파 화가들과 셀루인 이미지 (Selwyn Image), 헤이우드 섬너(Heywood Sumner), 월터 크레인, 알프레드 길버트 (Alfred Gilbert), 오브리 베어러즈 등 1880년대 영국 시각예술가들의 영향을 받았다. 아서 맥머도가 디자인한 의자는 아르누보 디자인의 선구자로 인정받고 있다.
프랑스에서는 건축 이론가이자 역사학자였던 외젠 비올레르뒤크(Eugène Viollet-le-Duc)가 주도하였는데, 중세 미술에 관한 연구로부터 합리주의에 대한 이론을 다음과 같이 도출하였다.
- 기능의 형태를 정의해야 한다.[12]
- 주예술(건축)과 부예술(장식예술)을 구별하는 것을 없애고 예술을 통합해야 한다.[13]
- 건축에 쓰일 대상은 자연주의적 양식이어야 한다.[14]
- 건축은 인간의 환경과 필요에 의해 적응해야 한다.
- 현대 기술과 재료를 사용해야 한다.[15]

비올레르뒤크는 아르누보의 선구자로서, 1851년 프랑스 파리의 노트르담 대성당에 아르누보 양식의 벽화 연작을 그린 것이 시초로 여겨진다. 다만 이 그림들은 1945년 전통에서 벗어난 작품으로 여겨지면서 철거된 상태다. 1865년 프랑스 보르도의 로케테이야드성에도 실내장식에 아르누보 양식의 원형을 만날 수 있다. 1872년 비올레르뒤크는 저서 《건축강연》 (Entretiens sur l'architecture)에서 이렇게 밝혔다. "우리 시대에 주어진 수단과 지식을 사용하라, 오늘날 더 이상 존재하지 않고 방해되는 전통을 배제한다면, 우리는 새로운 건축을 시작할 수 있다. 기능마다 알맞는 재료가 존재하며, 재료마다 알맞은 형태와 장식이 존재한다". 이 책은 루이스 설리번, 빅토르 오르타, 엑토르 기마르, 안토니 가우디 등 당대 건축가에게 영향을 미쳤다.
프랑스 화가 모리스 드니, 피에르 보나르, 에두아르 뷔야르는 전통회화와 장식미술의 통합에 기여한 주요 인물이다. 모리스 드니는 1891년 "나는 그림이 모든 것을 장식해야 한다고 생각한다. 소재나 장면 선택은 아무것도 아니다. 톤, 채색된 표면, 선의 조화를 통해 정신과 정신에 도달할 수 있으며 감정을 깨울 수 있다"는 말을 남겼다. 이들은 모두 전통 회화와 장식 회화를 스크린, 유리 등 여러 매체에 담아냈다.
아르누보 양식에 영향을 준 또 다른 중요한 요인은 자포니즘이었다. 자포니즘이란 1870년대 유럽으로 수입된 일본 목판화, 그 중에서도 우타가와 히로시게, 가쓰시카 호쿠사이, 우타가와 구니사다 등의 작품들로부터 비롯된 하나의 열풍이었다. 진취적이었던 지그프리드 빙은 1888년 월간지 르 자퐁 아르티티크 (Le Japon Artitique)을 창간했고 1891년까지 총 36호를 발행하였다. 이는 구스타프 클림트를 포함한 수집가와 예술가들에게 영향을 미쳤다. 일본 판화의 양식화된 특징은 아르누보 양식의 시각미술, 도자기, 보석공예, 가구 등에 나타났다. 1860년 초부터 유행이 박차를 가했다. 1862년 일본은 런던에서 열린 만국 박람회에 처음 출품하게 되었는데 이 계기로 런던이나 파리의 미술 애호가들도 일본의 미술품을 살 수 있었다. 또 같은해 프랑스 파리 리볼리로에는 '라 포르트 시누아즈' (La Porte Chinoise)라는 가게가 문을 열었는데, 그곳에서 일본의 우키요에를 비롯한 극동 지역의 물건을 팔았다. 1867년에는 오웬 존스(Owen Jones)의 <Examples of Chinese Ornaments>가, 1870년에는 R의 일본 Art and Industries , 그리고 2년 후, O. H. Moser 와 T. W. Cutler는 일본 미술에 관한 책을 출판했다. 빅토르 오르타와 같은 일부 아르누보 예술가들은 극동 미술품, 특히 일본 미술품을 소장하고 있었다.

### 브뤼셀 (1893년~1898년)

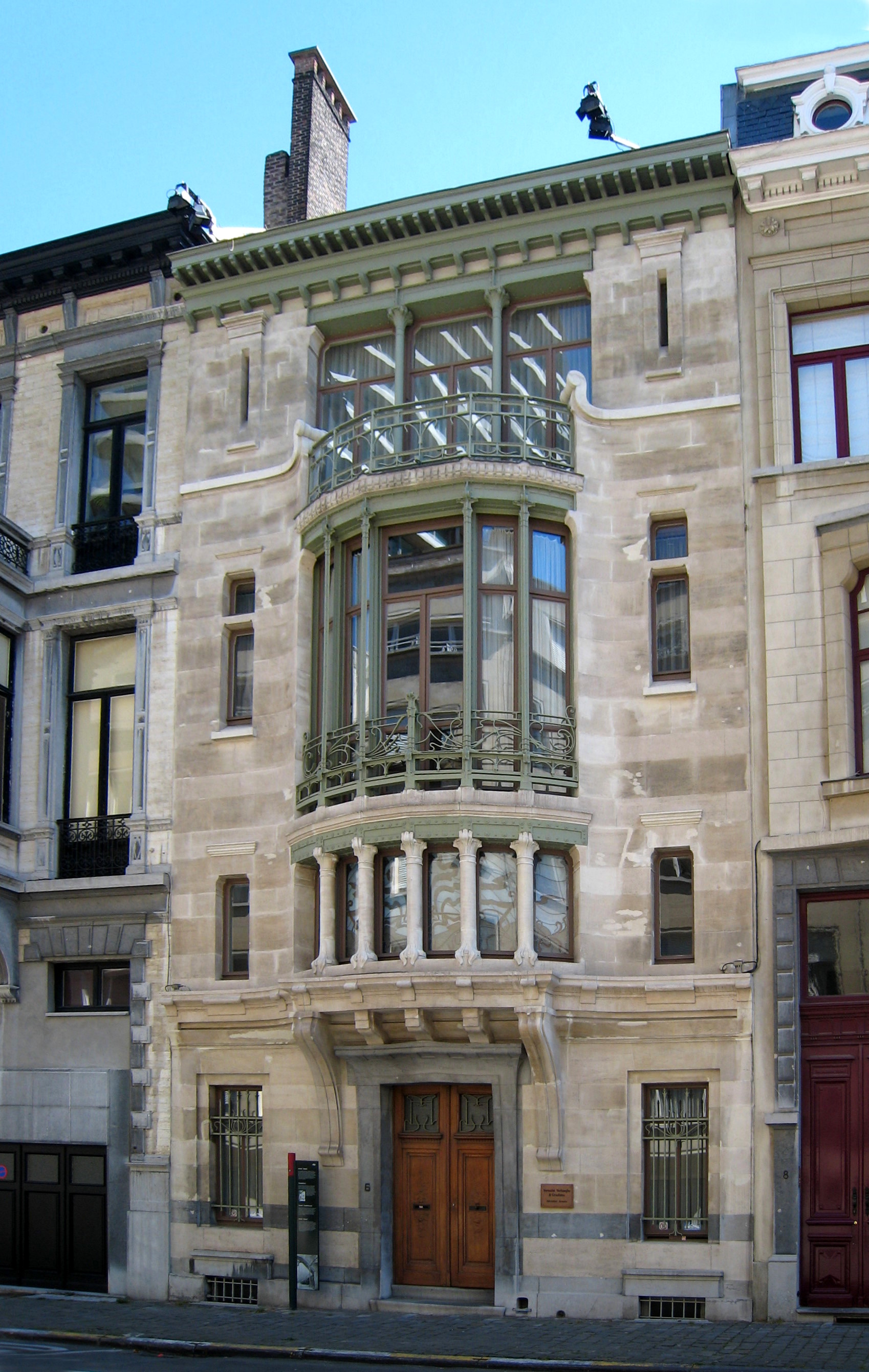
빅토르 오르타의 호텔 타셀 외관 (1892년~1893년)
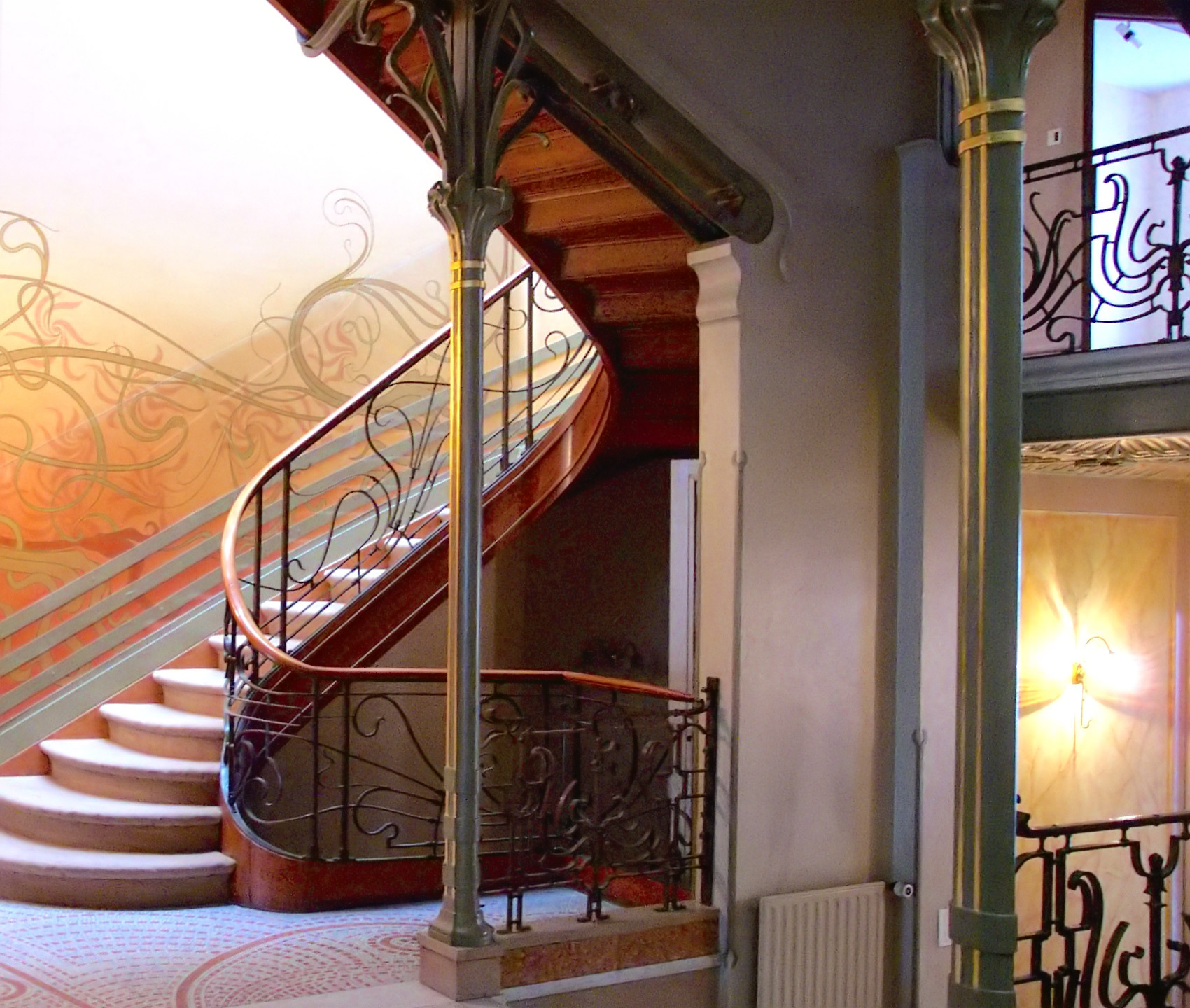
호텔 타셀의 계단
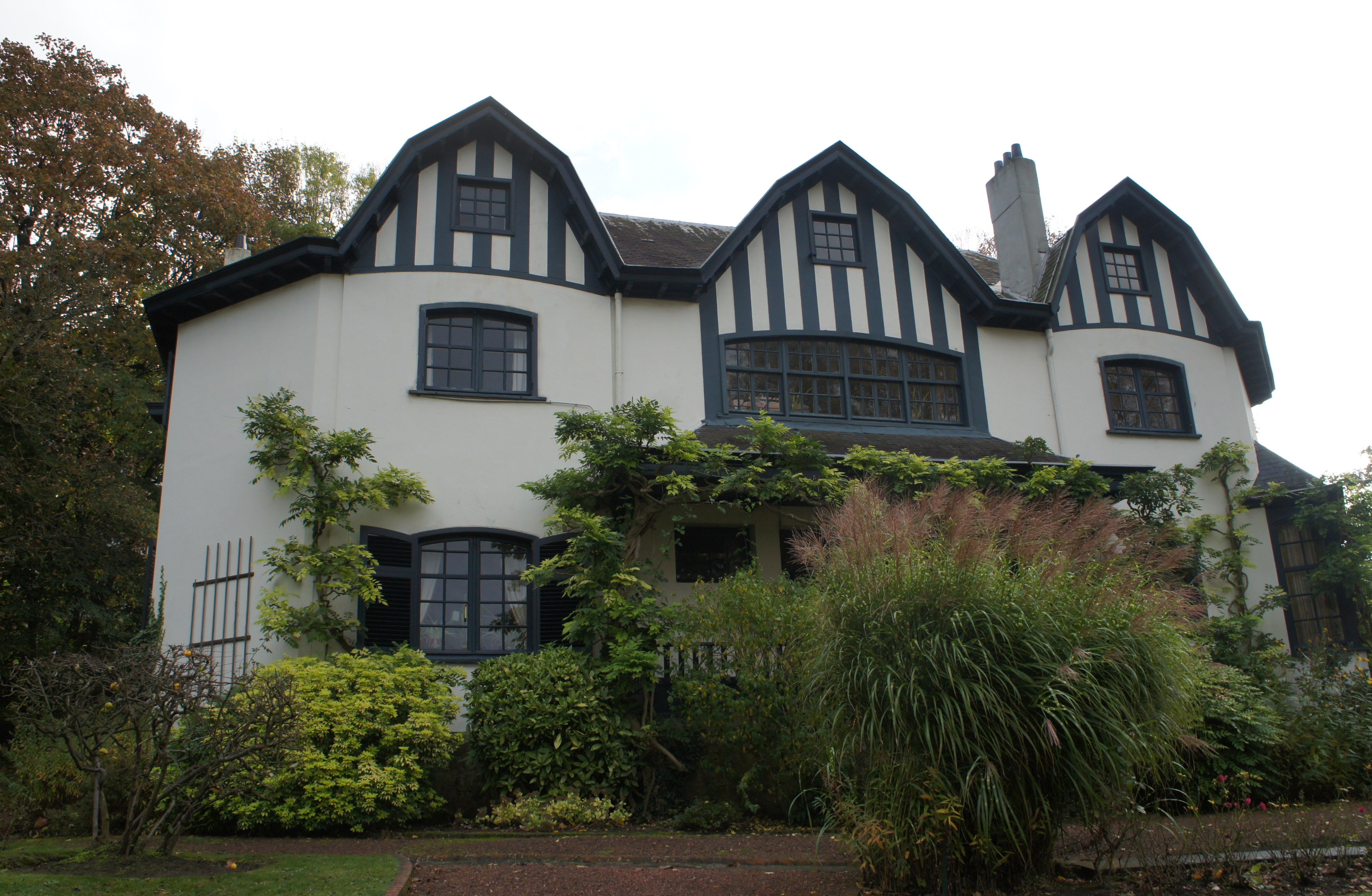
헨리 판 더 펠더의 블루멘버르프 저택 (1895)
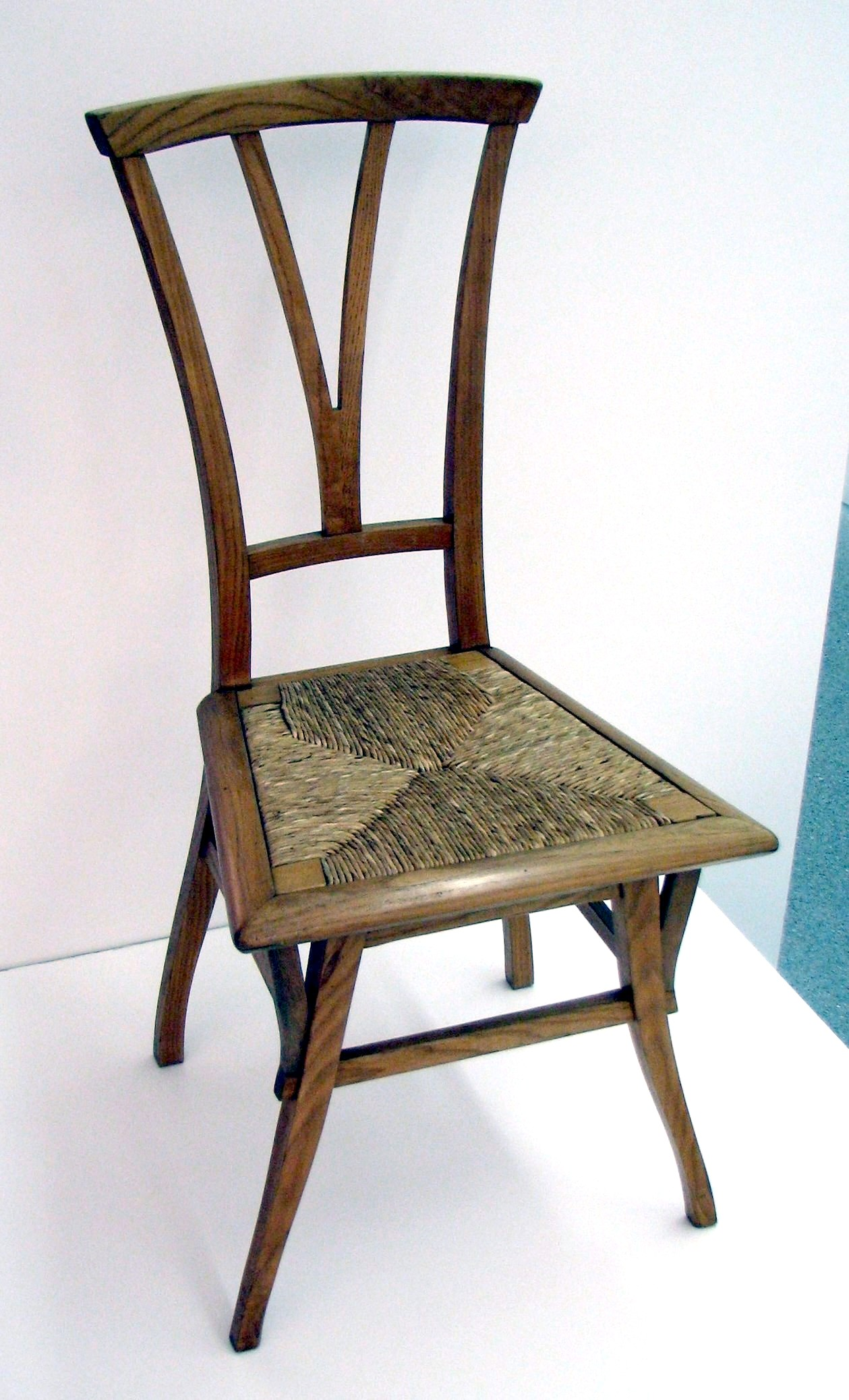
헨리 판 더 펠더가 주거용으로 만든 블루멘버르프 의자 (1895)

빅토르 오르타는 초기 아르누보의 가장 영향력 있는 건축가 중 한명이었고 그의 호텔 타셀 (1892–1893)은 아르누보의 대명사로 평가된다. 오르타는 레오폴 2세의 건축가 알퐁스 발라(Alphonse Balat)의 조수로 라컨(Laeken)의 기념비적인 철과 유리 왕실의 온실을 건설하는 일을 맡으며 건축을 배웠다. 1892-1893년에 오르타는 이러한 경험에서 영향을 받아 벨기에의 저명한 화학자 에밀 타셀(Émile Tassel)의 주거지를 설계했다. 그 집의 중심 요소는 계단으로, 벽으로 둘러싸인 것이 아니라 열려 있으며, 휘어진 연철 난간으로 장식되어 있고, 위에는 높은 채광창 있다. 바닥은 나무 줄기와 같은 가느다란 철제 기둥으로 지탱되어있다. 모자이크 바닥과 벽 장식에 쓰인 꽃과 식물 형태의 섬세한 아라베스크는 이 스타일의 가장 인기 있는 시그니처가 되었다. 짧은기간에 오르타는 3개의 타운하우스를 더 지었고, 네 곳 모두 현재 유네스코 세계 문화 유산으로 지정되어있다.
앤트워프에서 태어난 헨리 판 더 펠더(Henry van de Velde)는 아르누보의 또 다른 창시자였다. 반 데어 벨데는 자신의 거주지인 블루멘베르프(Bloemenwerf(1895))의 인테리어를 디자인했다. 집의 외관은 예술 공예 운동의 창시자인 작가이자 이론가 윌리엄 모리스(William Morris)의 거주지 레드 하우스(Red House)에서 영감을 받았다. 화가로서 교육을 받은 반 데어 벨데는 일러스트레이션, 가구 디자인, 마지막으로 건축에 눈을 돌렸다. 블루멘베르프를 위해, 그는 주거의 스타일에 맞는 직물, 벽지, 은식기, 보석류, 그리고 심지어 옷까지도 만들었다. 반 데어 벨데는 파리로 가서 지그프리드 빙(Siegfried Bing)을 위해 가구와 장식을 디자인했고, 파리에 위치한 갤러리에 이름을 붙여줬다. 또한 반 데어 벨데는 역동적인 선의 사용을 요구한 초기 아르누보 이론가이기도 했다. 1906년, 반 데어 벨데는 벨기에를 떠나 바이마르(독일)로 향했고, 그곳에서 역사적 양식의 교육이 금지된 그랜드 듀칼 예술 공예학교(Grand-Ducal School of Arts and Crafts)를 설립 후 벨기에로 돌아가기 전까지 독일 베르크분트(Werkbund)에서 중요한 역할을 했다.
브뤼셀에서 아르누보 건축의 데뷔는 장식 예술에 새로운 영향을 주었다. 주요 예술가로는 브뤼셀 정면에 바로크 효과를 얻기 위해 연철을 사용한 귀스타브 스트로방(Gustave Strauven), 매우 독창적인 의자와 관절 금속 가구로 유명한 귀스타브 세뤼리에르보비(Gustave Serrurier-Bovy), 그리고 잠자리, 나비, 백조, 새의 형태로 장신구를 만든 주얼리 디자이너 필립 울퍼스(Philippe Wolfers)가 있었다.

### 프랑스 파리의 '아르누보의 집' (1895년)과 카스텔 베랑제르 (1895년~1898년)

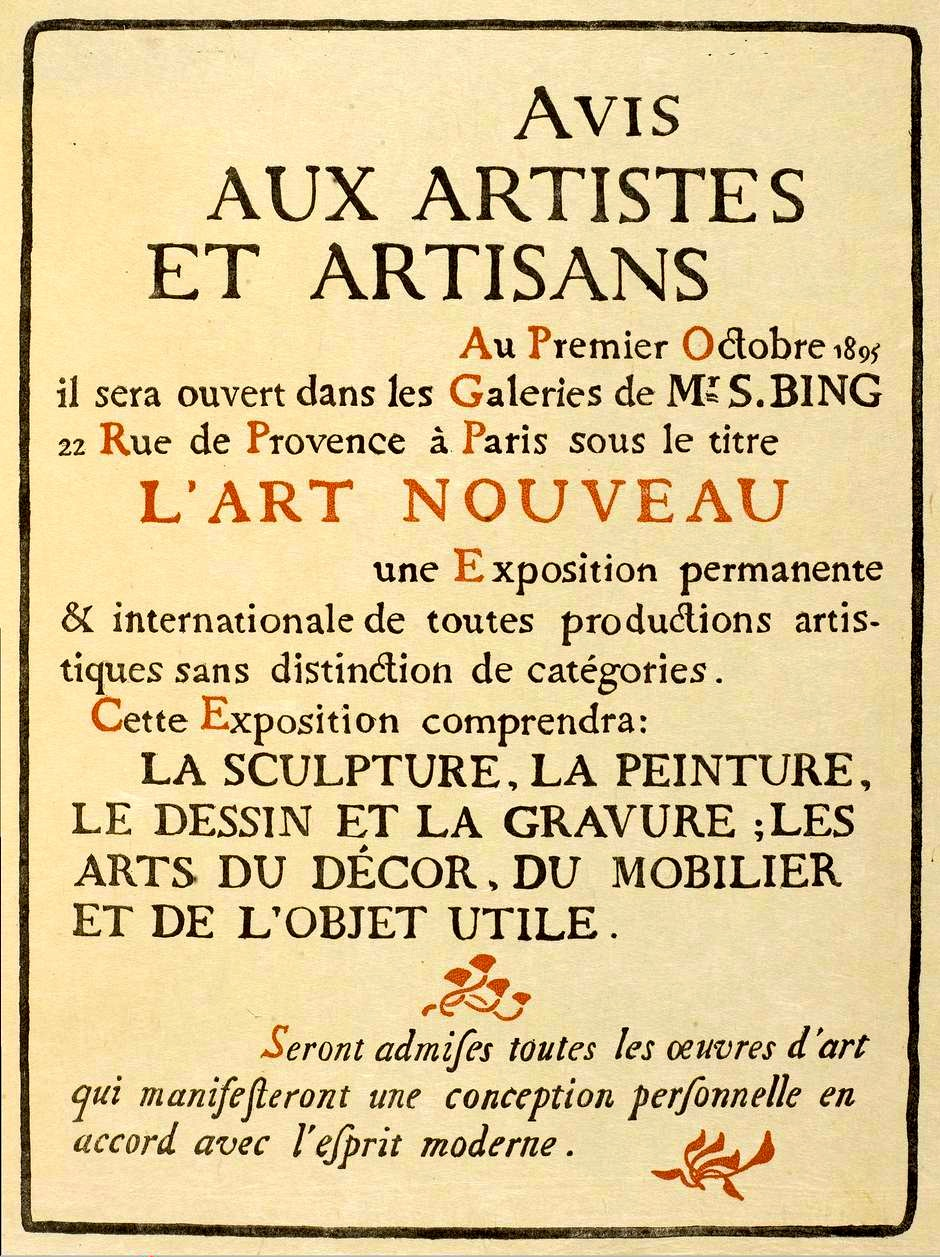
지그프리드 빙은 새로운 아르누보 주택(1895)에서 현대 작품을 선보일 예술가들을 초대했다.
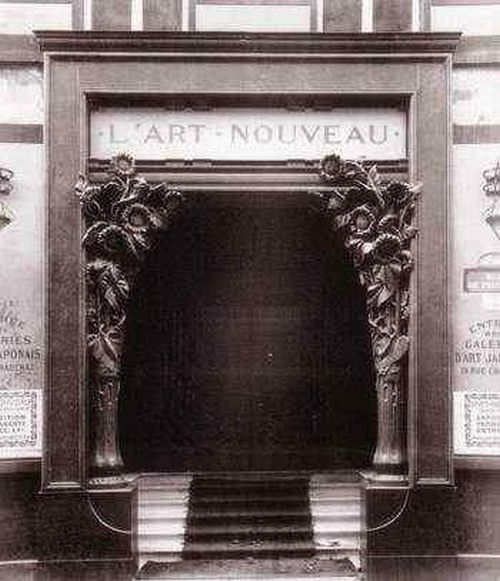
지그프리드 빙의 아르누보 주택 갤러리(1895)
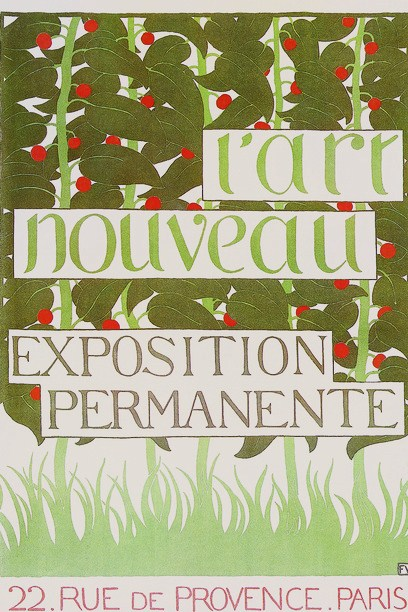
새로운 아르누보 주택(1896)를 위한 펠릭스 발로통의 포스터
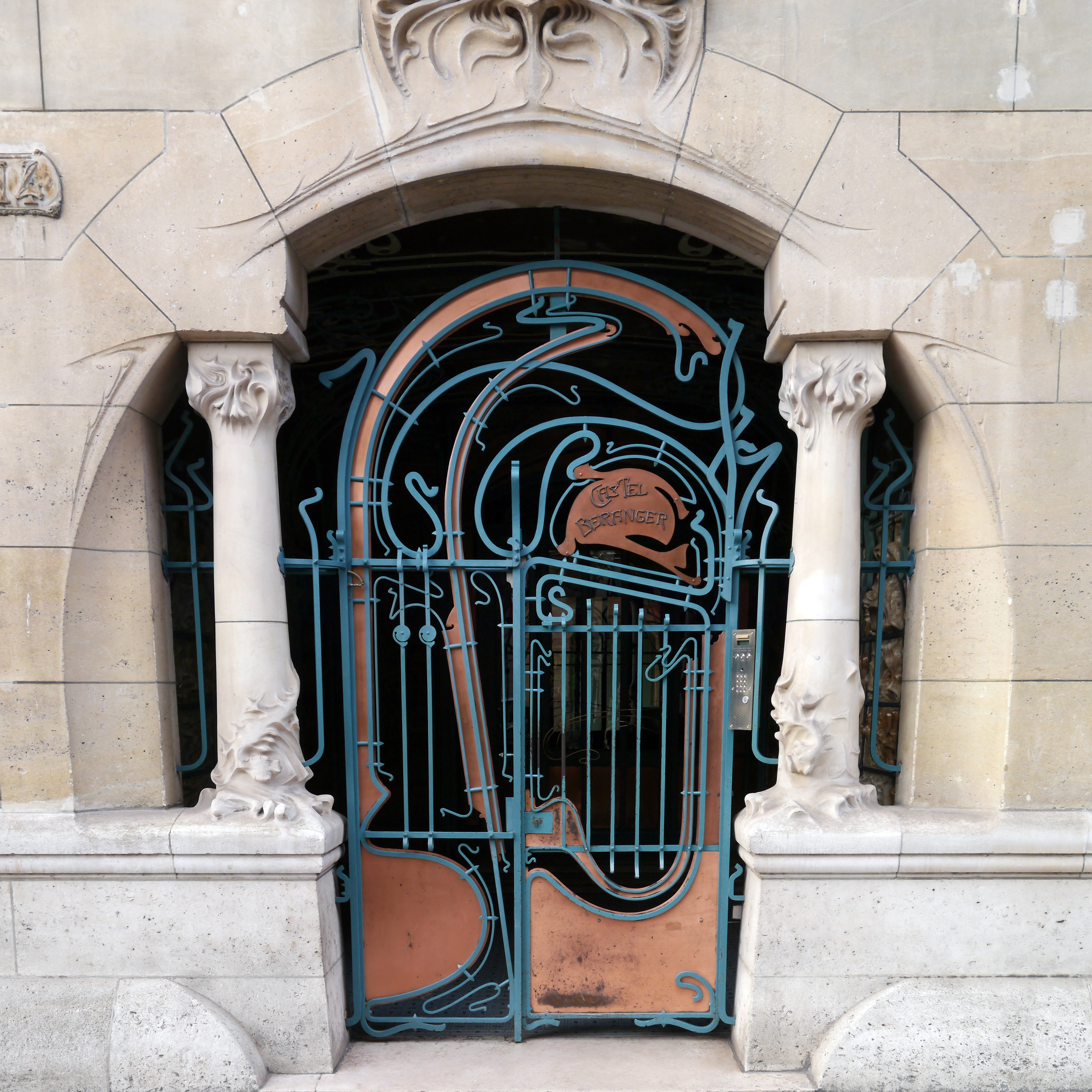
엑토르 기마르의 카스텔 베랑제르 (1895-1898)의 길목

프랑스-독일의 미술상이자 출판사인 지그프리드 빙은 아르누보 양식을 홍보하는 데 중요한 역할을 했다. 1891년 빙은 일본 미술을 전문으로 하는 잡지를 창간하여 유럽에서 자포니즘을 널리 알렸다. 1892년, 빙은 현대 회화와 장식 작품을 모두 포함한 피에르 보나르(Pierre Bonnard), 펠릭스 발로통(Félix Vallotton), 에두아르 뷔야르(Édouard Vuillard), 툴루즈 로트렉(Toulouse-Lautrec), 외젠 그라스(Eugène Grasset)를 포함한 7명의 예술가들의 전시회를 조직했다. 이 전시회는 1895년 Societe Nationale de beau-arts에서 전시되었다. 같은 해, 빙은 파리 프로방스 22번지에 미술과 장식 예술의 신작을 볼 수 있는 메종 드 아르 누보 미술관을 열었다. 갤러리의 인테리어와 가구는 아르누보 건축의 선구자 중 한 명인 벨기에 건축가 앙리 반 데어 벨데가 디자인했다. 메종 드 라르누보는 조르주 쇠라(Georges Seurat), 폴 시냑(Paul Signac), 툴루즈 로트렉(Toulouse-Lautrec)의 그림, 루이 컴포르트 티파니(Louis Comfort Tiffany)와 에밀 갈리에(Émile Gallé)의 유리, 르네 랄리크(René Lalique)의 보석, 오브리 비어즐리(Aubrey Beardsley)의 포스터 등을 전시했다.
아르누보 양식은 이웃 프랑스에 빠르게 퍼졌다. 오르타의 호텔 타셀(Hôtel Tassel)을 방문한 후 영향을 받은 엑토르 기마르(Hector Guimard)는 1895년과 1898년 사이에 새로운 스타일을 가진 파리 최초의 건물 카스텔 베랑제(Castel Béranger)를 지었다. 카스텔 베랑제(Castel Béranger)는 네오고딕 양식과 아르누보 양식이 기이하게 혼합된 형태로 휘어진 채찍줄과 자연스러운 선의 형태가 특징이다.
파리 시민들은 기마르의 독창적이고 그림 같은 스타일을 환영했다. 카스텔 베랑게르(Castel Béranger)는 파리에서 가장 새로운 파사드 중 하나로 선정되었다. 기마르는 새로운 파리 메트로 시스템의 출입구를 디자인하도록 위임받았는데, 이것은 1900년 파리 만국 박람회을 방문한 수백만 명의 방문객들의 관심을 끌었다.

### 파리 만국 박람회 (1900년)

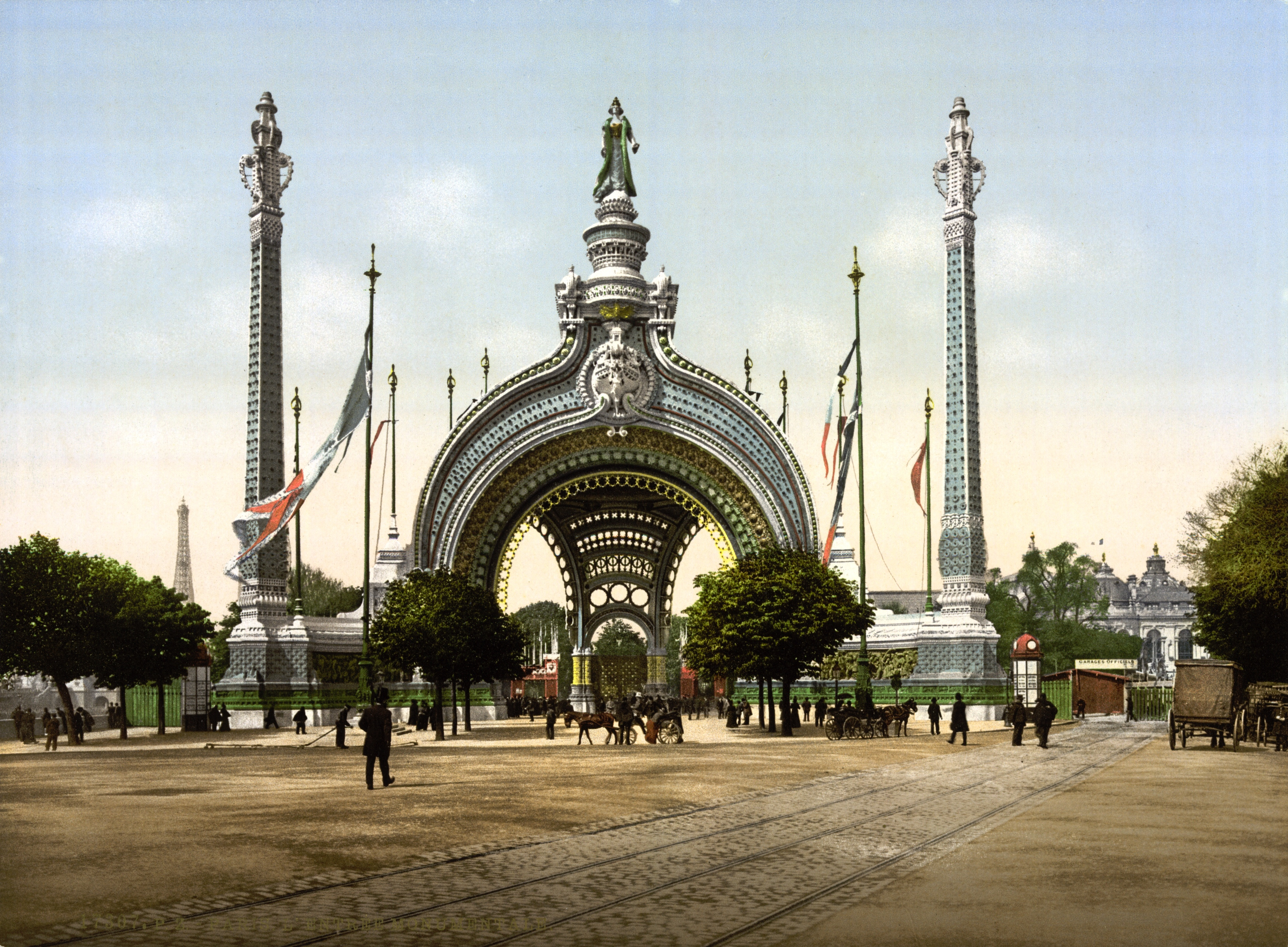
1900년 파리 만국 박람회의 정문
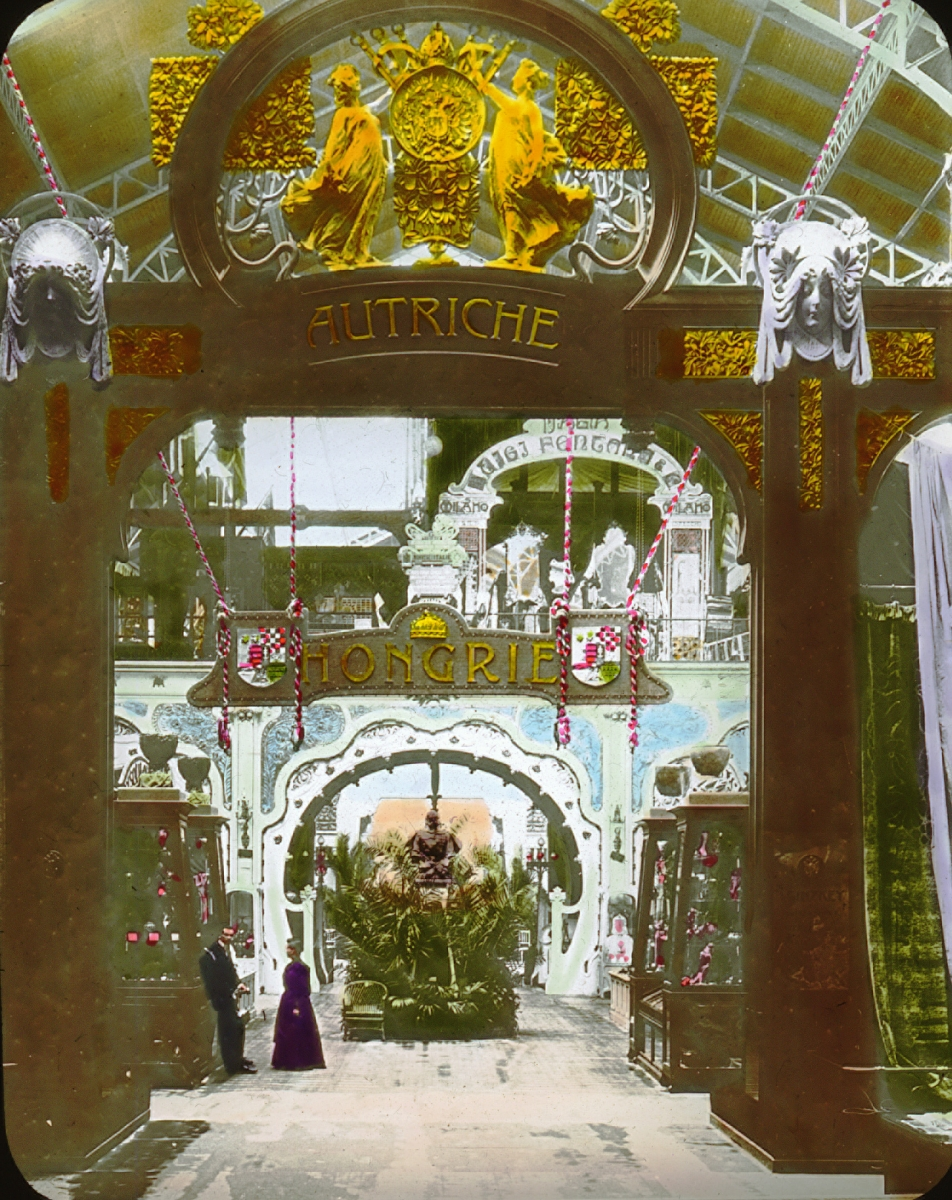
요제프 호프만이 디자인한 오스트리아관 입구
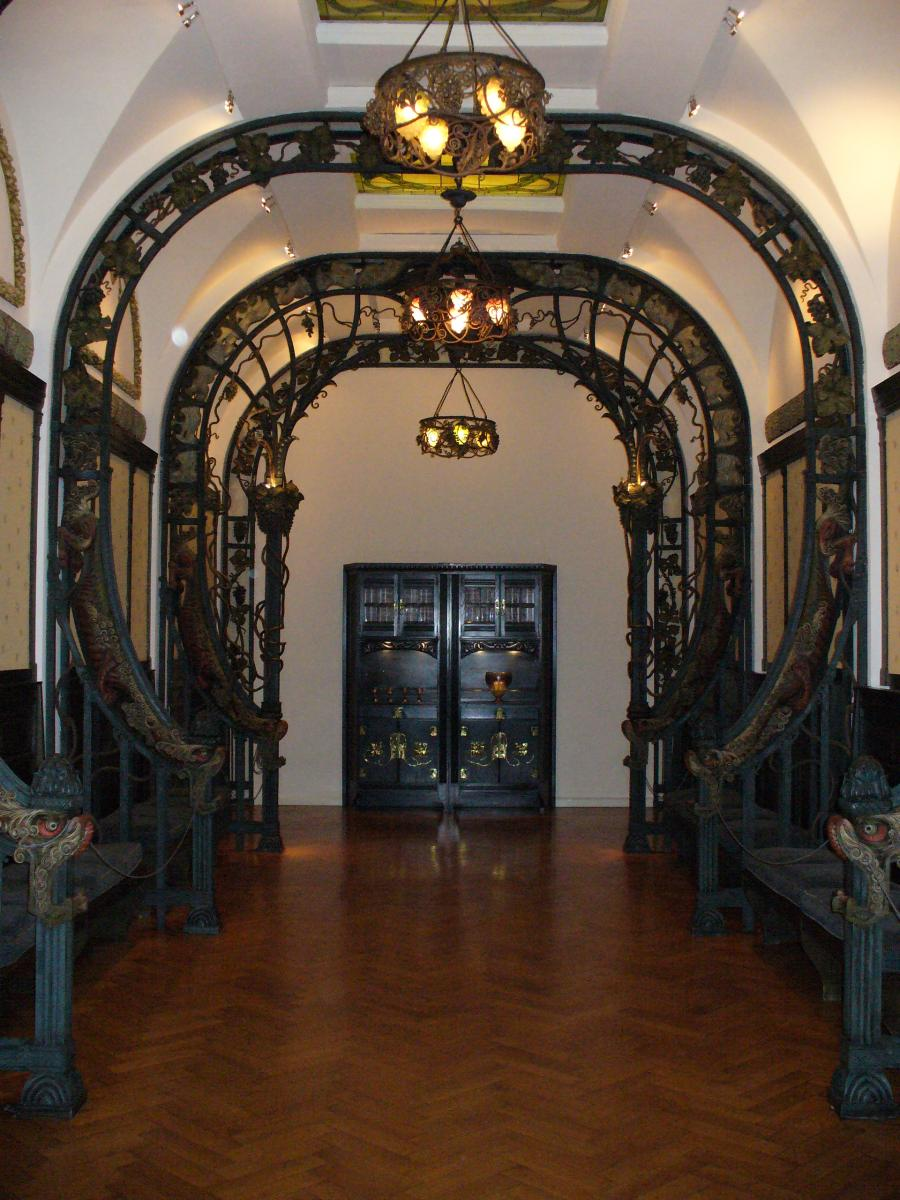
브루노 뫼링의 독일관
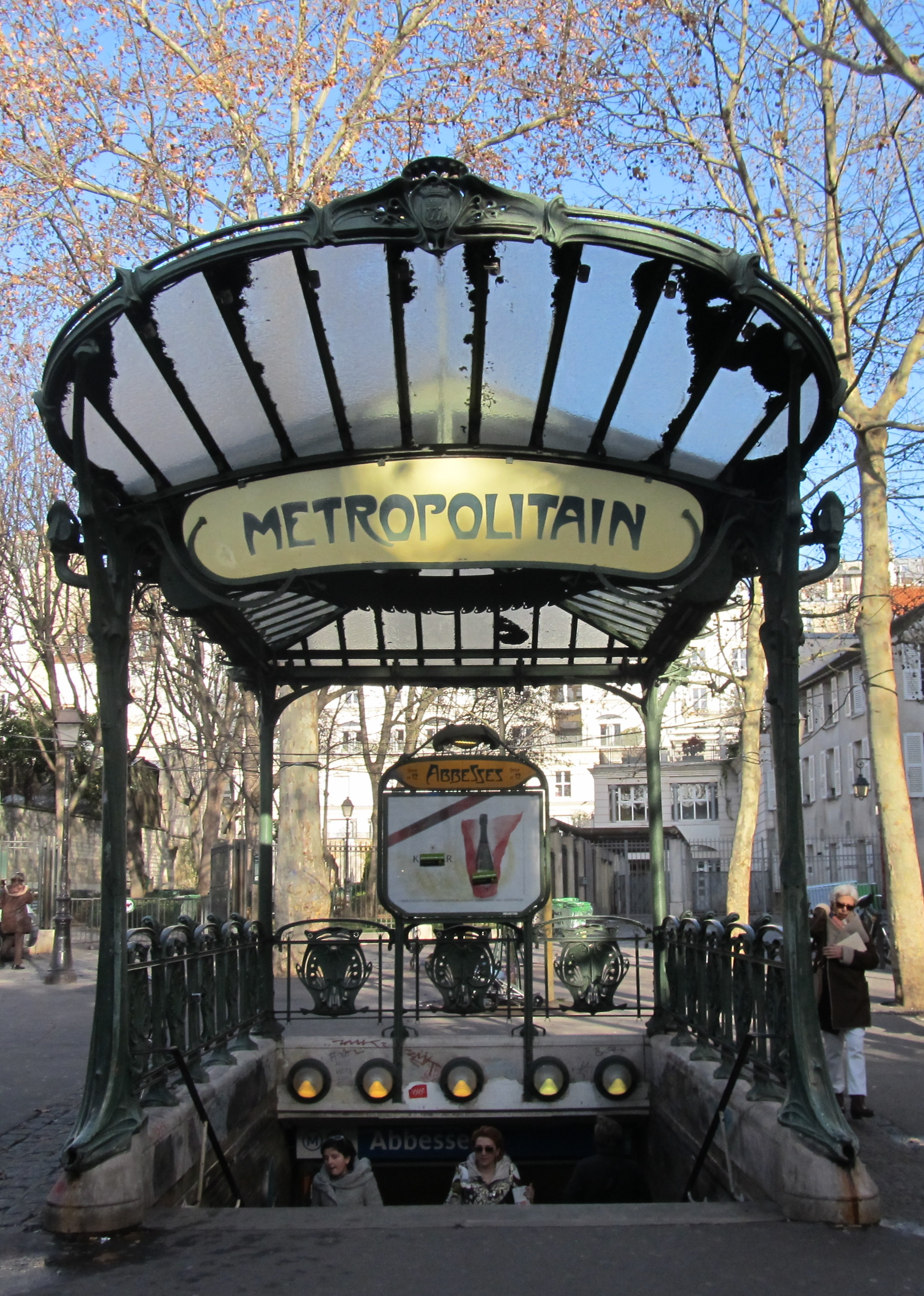
1900년 파리 만국 박람회를 위해 엑토르 기마르가 디자인한 파리 지하철역 입구
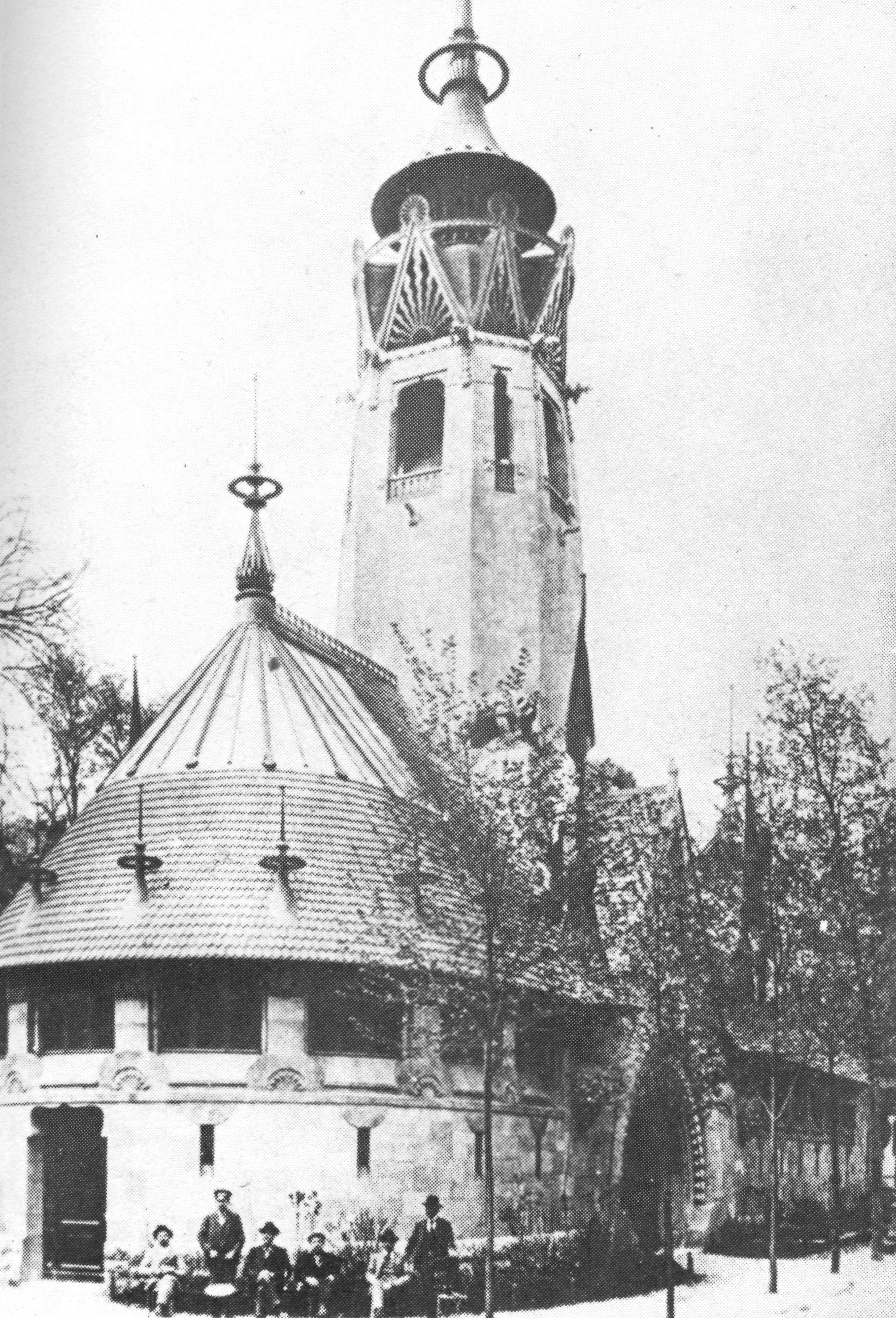
아르마스 린드그렌과 리엘 사리넨은 핀란드 전시관 디자인으로 국제적 인정을 받았다.
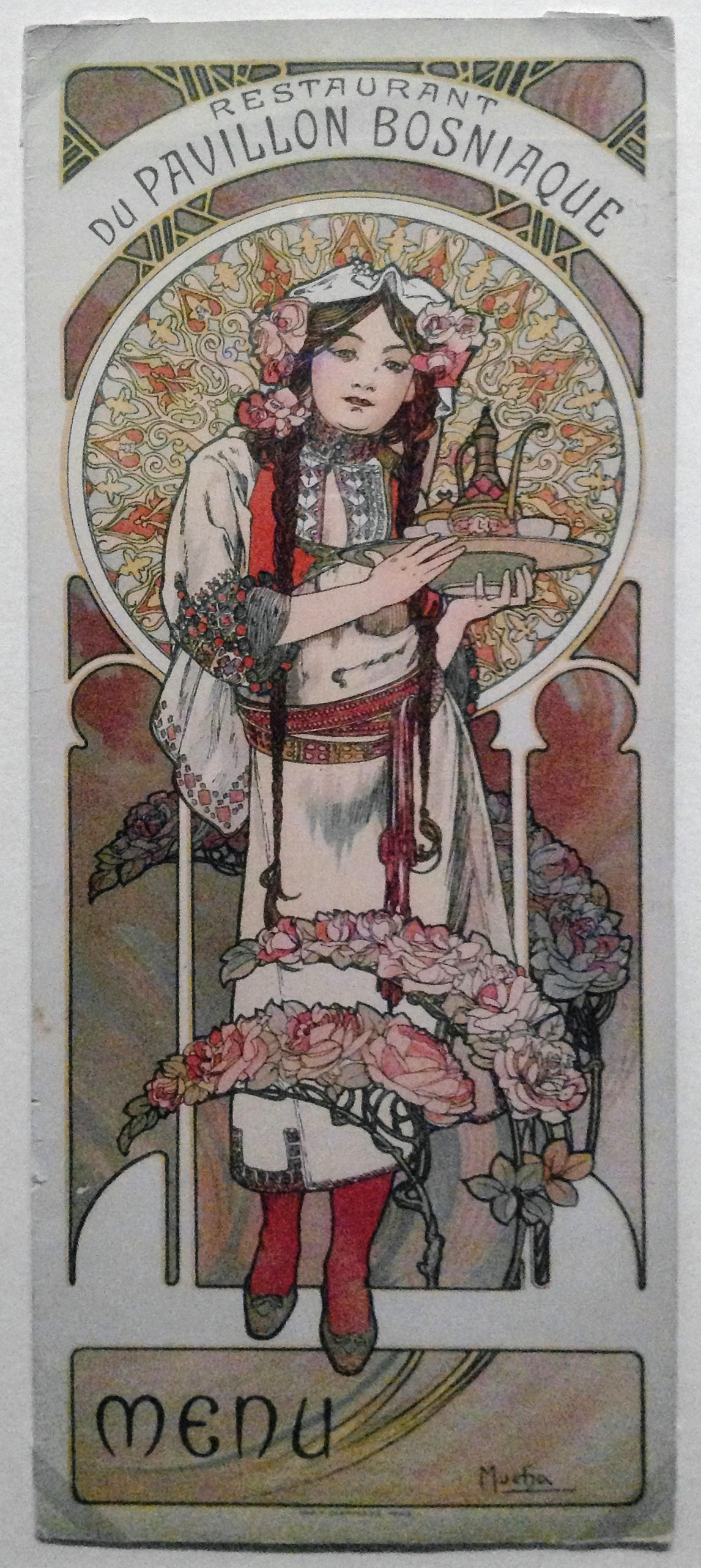
보스니아관 레스토랑을 위해 알폰스 무하가 디자인한 메뉴

1900년 파리 만국 박람회는 아르누보의 정점을 찍었다. 1900년 4월부터 11월까지 전 세계에서 약 5천만 명의 방문객을 끌어모았고 건축, 디자인, 유리제품, 가구, 장식품 등을 선보였다. 박람회의 몇 건축물은 아르누보 양식과 보자르 건축양식이 혼합되어 나타났다. 그 중 주요 전시실인 그랑 팔레(Grand Palais)는 화려한 아르누보 계단과 내부의 전시장과는 전혀 관련이 없는 보자르의 파사드를 보여준다.
박람회는 유럽 전역은 물론 다른 지역의 아르누보 디자이너와 예술가들을 위한 첫 번째 국제적인 쇼케이스였다. 수상자와 참가자는 보스니아 헤르체고비나(Bosnia-Herzegovina)전시관의 벽화를 만들고 전시관 레스토랑 메뉴를 디자인한 알폰스 무하, 베를린에서 온 장식가 겸 디자이너 브루노 파울(Bruno Paul)과 Bruno Möhring, 토리노에서 온 카를로 부가티(Carlo Bugatti), 바이에른에서 온 베른하르트 판코크 (Bernhardt Pankok), 러시아 건축가 표도르 셰츠텔 (Fyodor Schechtel)과 미국의 루이스 컴포트 티파니 앤 컴퍼니(Louis Comfort Tiffany and Company)등이 있다. 빈의 건축가 오토 바그너(Otto Wagner)는 심사위원으로 참여하여 빈의 자신의 마을에 위치한 아파트의 아르누보 욕실 모형을 유리 욕조로 만들어 선보였다. 요제프 호프만(Josef Hoffmann)은 빈의 분리파 디자인을 강조하면서 파리 박람회에서 빈 전시를 디자인했다.
파리 만국 박람회가 단연코 가장 큰 규모였지만, 다른 박람회들은 그 스타일을 대중화하는데 많은 기여를 했다. 1888년 바르셀로나 만국 박람회는 루이스 도메네크 이 몬타네르 (Lluis Doménch i Montaner)의 몇몇 건물들과 함께 스페인에서 모더니즘 양식의 시작을 알렸다. 1902년 이탈리아 토리노에서 열린 Esposizione internazionale d'arte decorativa moderna에는 카를로 부가티(Carlo Bugatti), 갈릴레오 치니(Galileo Chini), 유제니오 쿼티(Eugenio Quarti)와 같은 지역 예술가들과 함께 벨기에의 빅토르 오르타와 빈의 조셉 마리아 올브리치(Joseph Maria Olbrich)를 포함한 유럽 전역의 디자이너들이 작품이 전시되었다.

## 특징

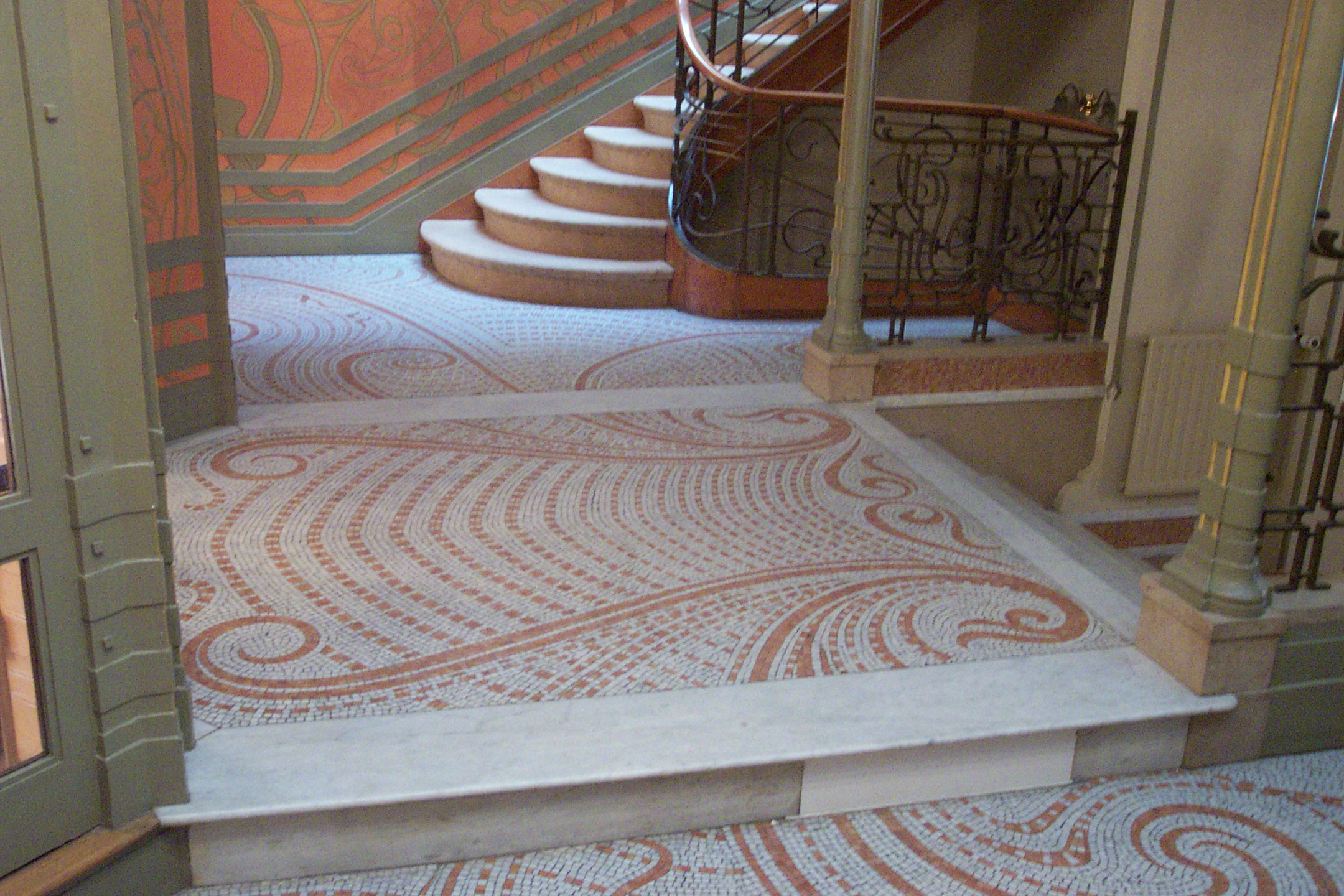
채찍질 형태의 식물 모티브가 있는 빅토르 오르타의 호텔 타셀 바닥 (1893)
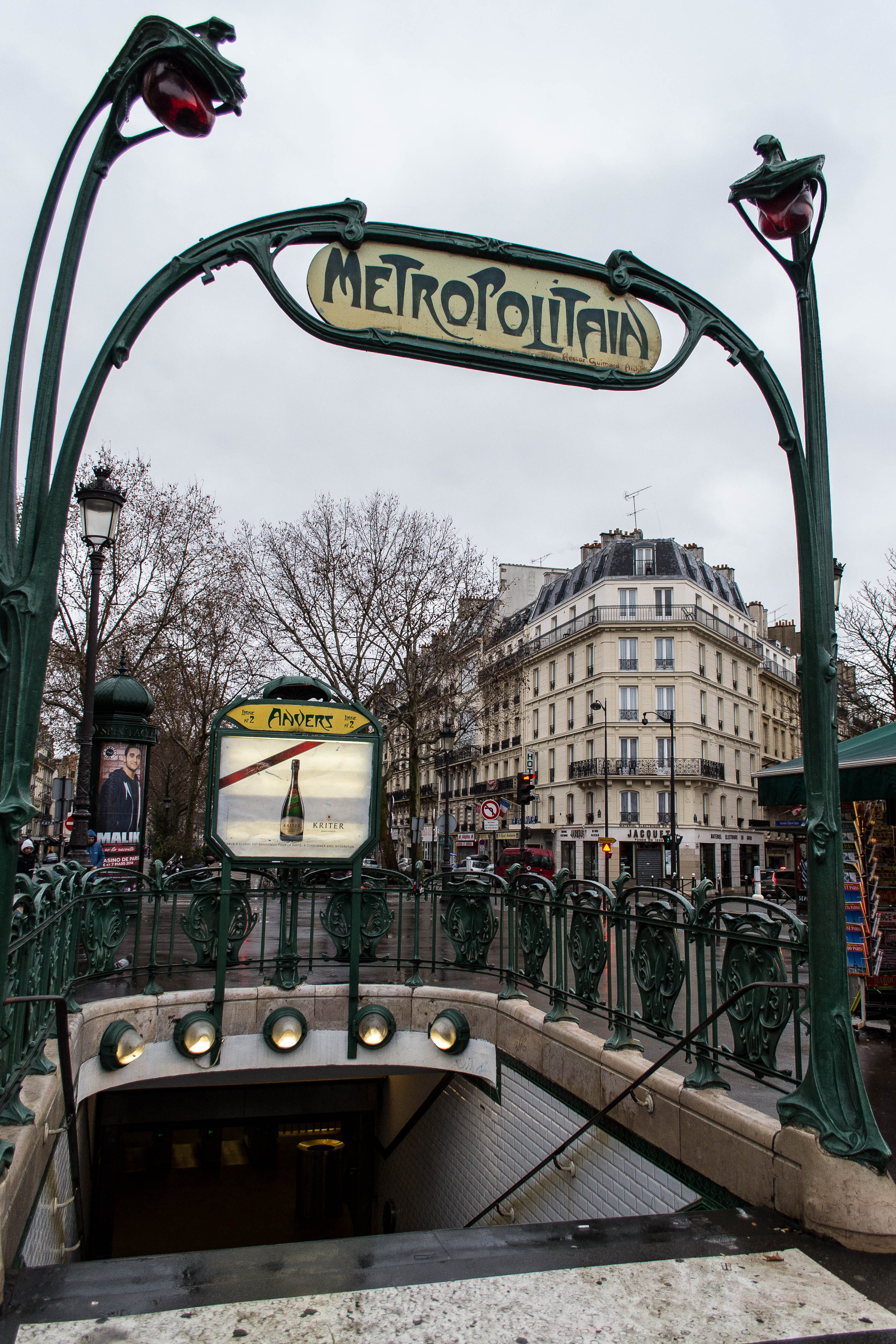
엑토르 기마르의 파리 지하철역 입구, 양식화된 식물 형태 (1900)
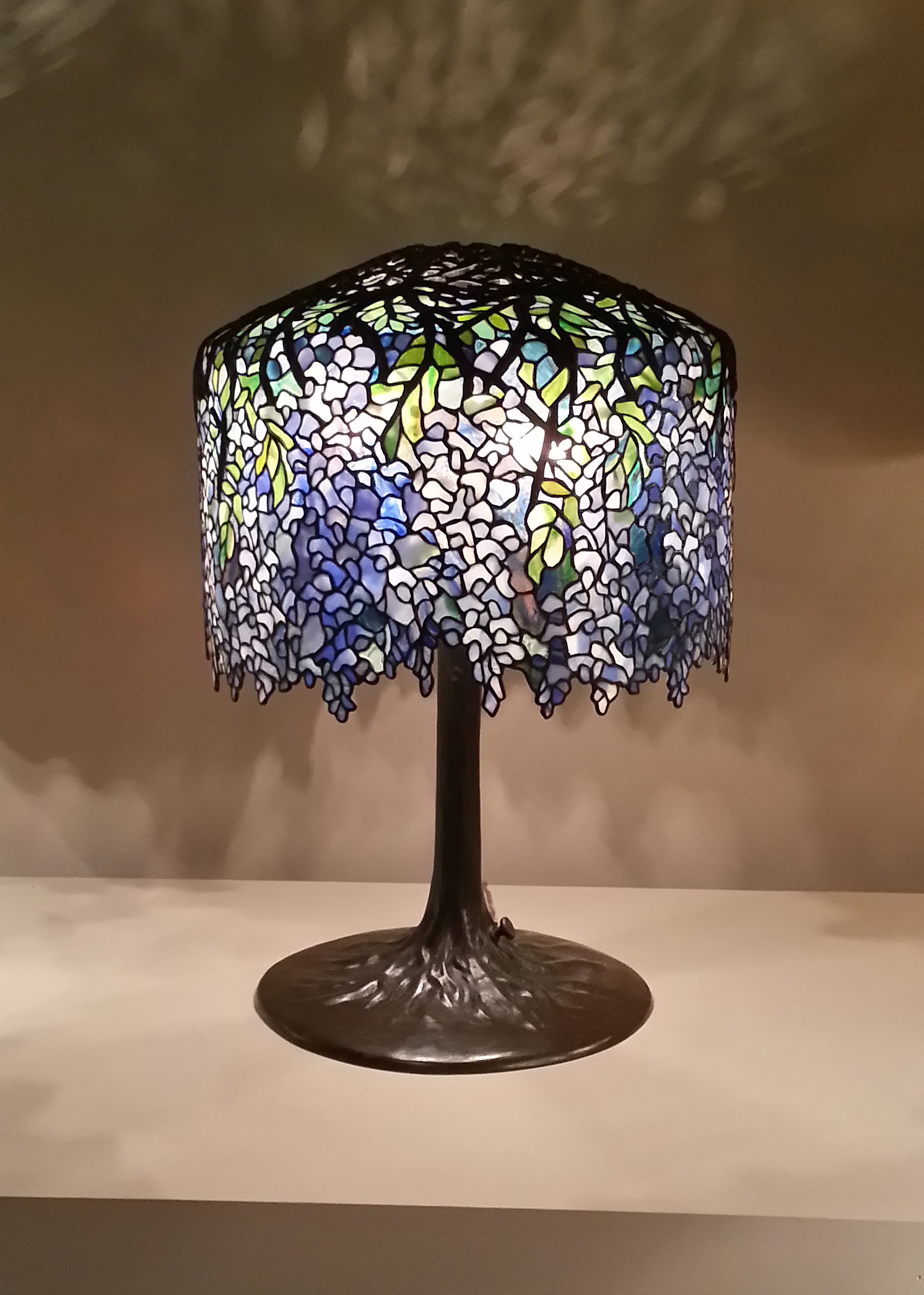
루이 콩포르 티파니 (1899-1900)의 등나무 디자인 램프
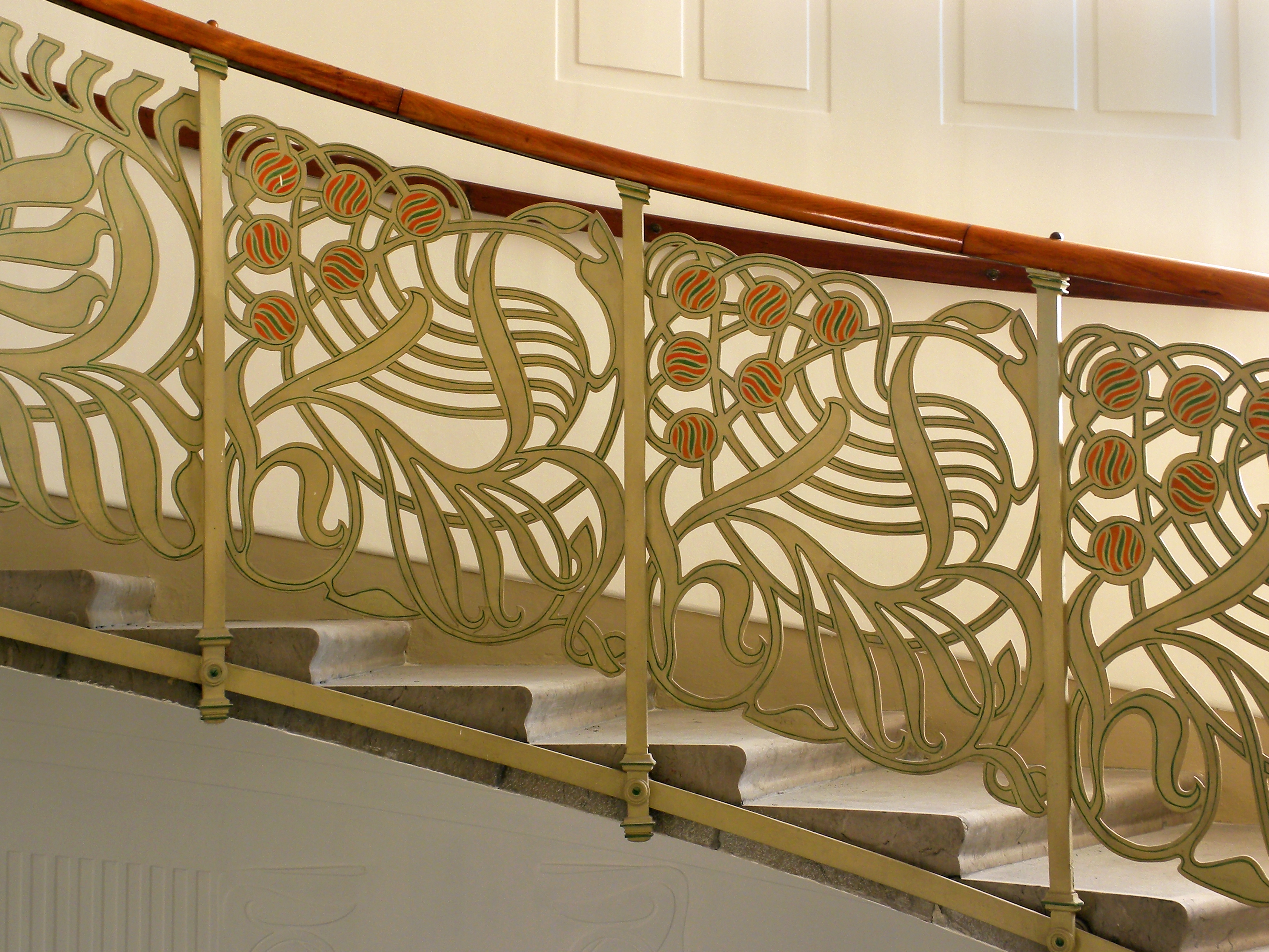
발코니와 난간의 양식화된 꽃무늬 디자인. 오토 바그너의 계단 (1898)
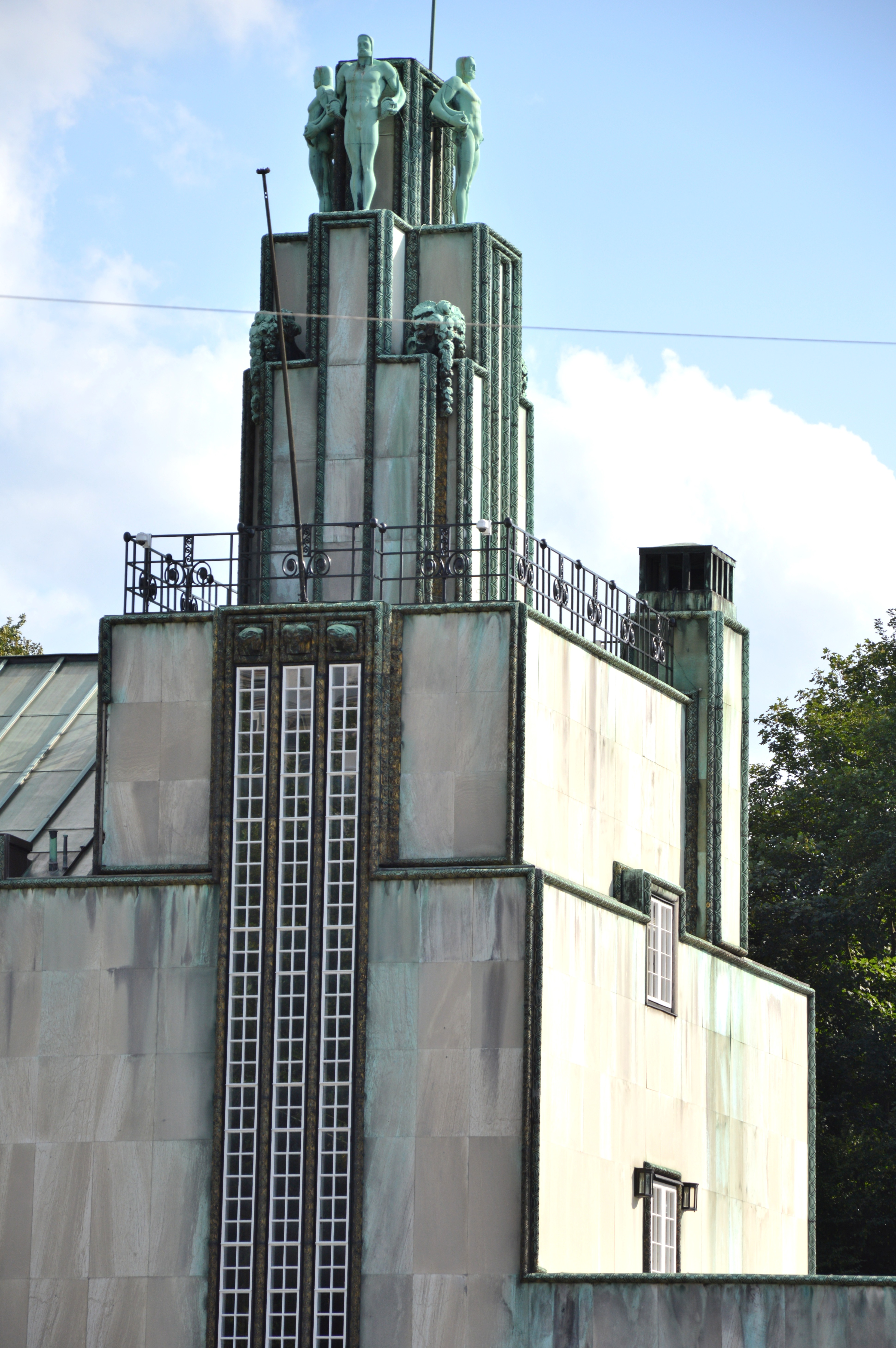
기하학적 라인. 요제프 호프만의 팔레 스토클레 (1905–1911)

초기 아르누보는, 벨기에와 프랑스에서 백합, 덩굴, 꽃 줄기 등 다른 자연 형태에서 영감을 받았으며, 빅토르 오르타의 인테리어와 루이 마조렐(Louis Majorelle)과 에밀 갈레의 장식에서 볼 수 있다. 또한 당시 유럽에서 유행했던 자포니즘에서 차용한 나비와 잠자리 문양도 사용되었다.
백합, 등나무 등 꽃에서 영감을 받은 꽃 형태가 인기를 얻었으며, 특히 루이 컴포트 티파니의 램프, 낭시 학교와 에밀 갈레(Émile Gallé) 학교의 예술가들이 만든 유리 제품에서 나타났다. 또 자연에서 영감을 받은 곡선의 형태로는 나비, 공작새, 백조, 수련 등이 있다. 많은 디자인들이 백합, 홍채, 그리고 꽃 줄기의 형태를 사용하여 여성들의 머리카락을 묘사했다. 빅토르 오르타는 특히 카펫, 난간, 창문, 가구에서 많이 사용하였다. 또한 엑토르 기마르의 가장 유명한 파리 메트로 입구의 램프와 난간에 적용되어 광범위하게 사용되었다.
아르누보는 1900년 이후 장식이 더 단순해지고 선이 더 양식화되었다. 곡선과 형태는 다각형으로 진화하고, 정육면체 및 기타 기하학적 형태로 진화했다. 이러한 기하학적 형태는 요제프 마리아 올브리치(Joseph Maria Olbrich), 오토 바그너(Otto Wagner), 콜로만 모저(Koloman Moser) 및 요제프 호프만(Josef Hoffmann)의 건축과 가구, 특히 아르데코와 모더니즘의 도래를 알린 브뤼셀의 팔레 스토클레(Palais Stoclet)의 건축과 가구에 특별한 영향을 주었다.
아르누보 건축의 또 다른 특징은 빛의 사용, 내부 공간의 개방, 벽의 제거, 그리고 내부로 최대한의 빛을 끌어내기 위한 채광창의 사용이었다. 빅토르 오르타의 거주지와 그가 지은 다른 집들은 굴곡진 철골에 받쳐진 넓은 천창을 가지고 있었다. 호텔 타셀에서 그는 계단 주변의 벽을 제거하여 계단이 인테리어의 중심 요소가 되도록 했다.

## 같이 보기
- 유미주의
- 분리파
- 제2차 산업 혁명